# Trial
|  | Per a altres significats, vegeu «Trial (ciclisme)». |

El trial és una disciplina esportiva motociclista fora d'asfalt, consistent a superar trams difícils sense posar els peus a terra. El seu nom original en anglès és Observed Trial i va néixer al Regne Unit a començaments del segle xx, quan uns quants gentlemen que residien al camp van començar a circular en motocicleta per camins rurals i camp a través. Trial significa "judici", "prova" o "assaig" en anglès, ja que l'origen d'aquest esport era assajar (és a dir, mirar de superar) obstacles naturals o artificials amb la moto.
Tot i que el trial es va començar a practicar en motocicleta, ben aviat s'hi van afegir usuaris de sidecar donant origen al sidetrial, força popular al Regne Unit i que durant els anys 70 i 80 gaudí de molta difusió a Catalunya. Cap a final dels anys 70 es va passar a fer trial amb altres tipus de vehicle, com ara en bicicleta (bicitrial), cotxe 4x4 o camió. També va sorgir aleshores la modalitat "Indoor" que es practica sota sostre, en poliesportius on s'instal·len tota mena d'obstacles.

## Breu història

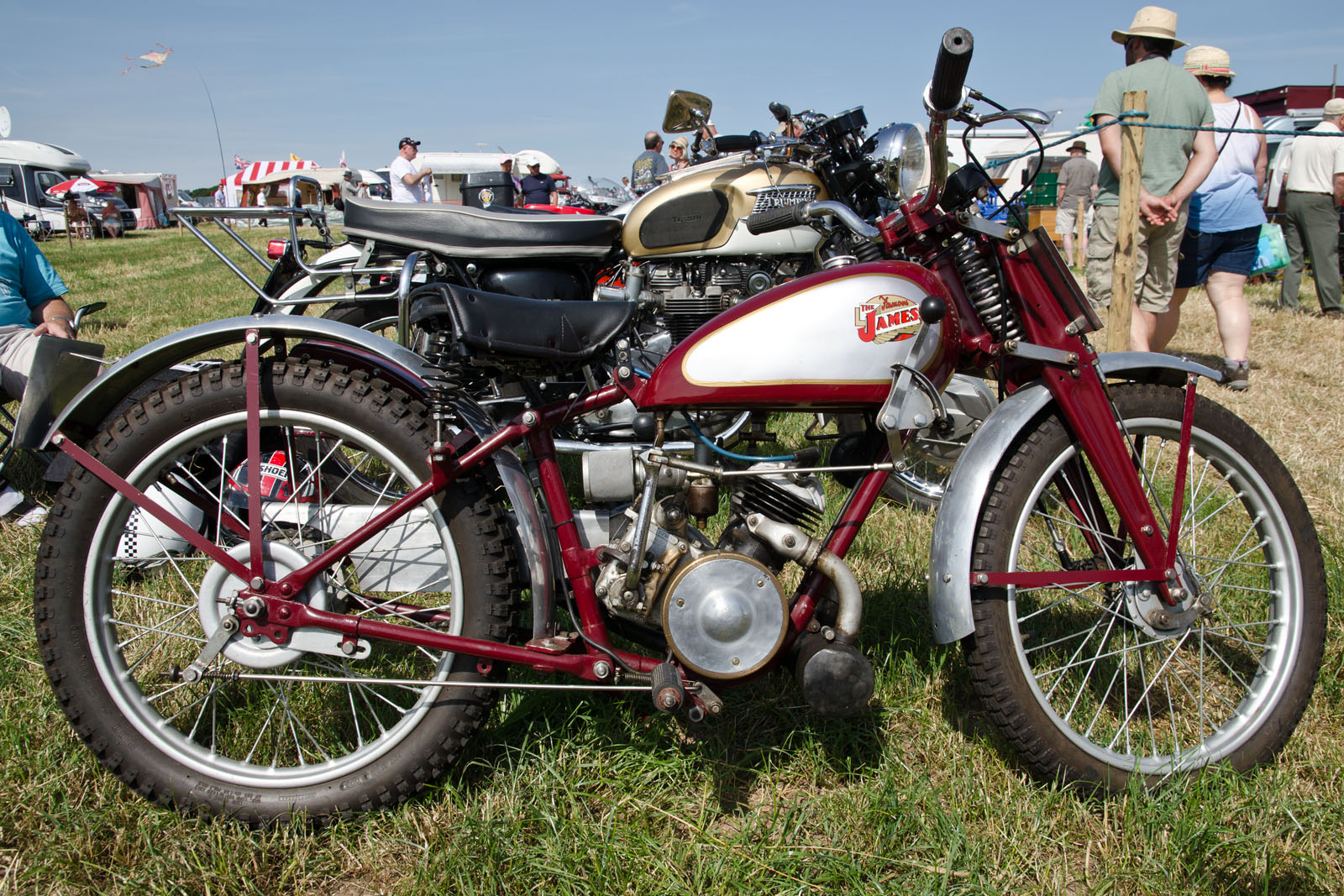
Una James de trial de 1947

El moment exacte del naixement d'aquesta especialitat es desconeix, però fou probablement a començaments del segle xx, considerant que ja el 1909 se celebrà la primera edició dels Sis Dies d'Escòcia de Trial, i el 1914 s'estrenà l'Scott Trial. Pel que fa al seu origen, n'hi ha diverses versions; segons la més acceptada, dos joves es llançaren un bon dia un desafiament consistent a escalar un turó amb les seves motos, i en no saber com decidir el guanyador en cas d'arribar-hi alhora, determinaren de fer-ho pel nombre de vegades que posessin els peus a terra. Segons una altra versió, dos pilots provadors de dues marques veïnes es trobaven sovint al pub i comentaven les seves proeses amb els respectius nous prototipus, despertant així l'interès dels contertulians, els quals començaren a creuar apostes sobre si els pilots podrien superar tal dificultat o tal altra. Aquests enfrontaments d'habilitat arribaren a oïdes dels fabricants i aquests decidiren d'organitzar proves obertes a qualsevol motorista que volgués participar-hi.
Des del seu començament fins a mitjan dècada de 1950, el trial es practicava només a les Illes Britàniques, essent considerat en aquells anys una disciplina complementària, idònia per a l'entrenament hivernal dels pilots de motocròs i velocitat, ja que a diferència d'aquests esports el trial es pot practicar sota pluja o neu. La pràctica del trial servia també per a millorar el nivell de pilotatge, ja que proporciona equilibri, tacte de gas i domini de la moto en qualsevol circumstància.
A començament dels 60 la seva pràctica s'havia introduït tímidament als Països Baixos i començava a escampar-se a poc a poc per França i Alemanya. La FIM (Federació Internacional de Motociclisme) va organitzar un curset a Paris el 1962 per tal de promocionar aquest "nou" esport. L'any 1964 en va organitzar un altre a Grenoble i va crear la primera competició internacional, la Challenge Henry Groutards, consistent en un torneig de tres o quatre proves europees. El nom del campionat era un homenatge al belga Henry Groutards, ex-vicepresident de la FIM mort el 1959, qui fou un gran afeccionat al trial i va treballar per l'expansió internacional d'aquest esport.
Fins aleshores, el trial s'havia practicat sempre amb feixugues motocicletes britàniques equipades amb motor de quatre temps, com ara les AJS, BSA, Matchless, Norton o Ariel, derivades inicialment de models de carretera que havien anat evolucionant per tal d'adaptar-se al camp a través.

### 1965, L'entrada de les dos temps

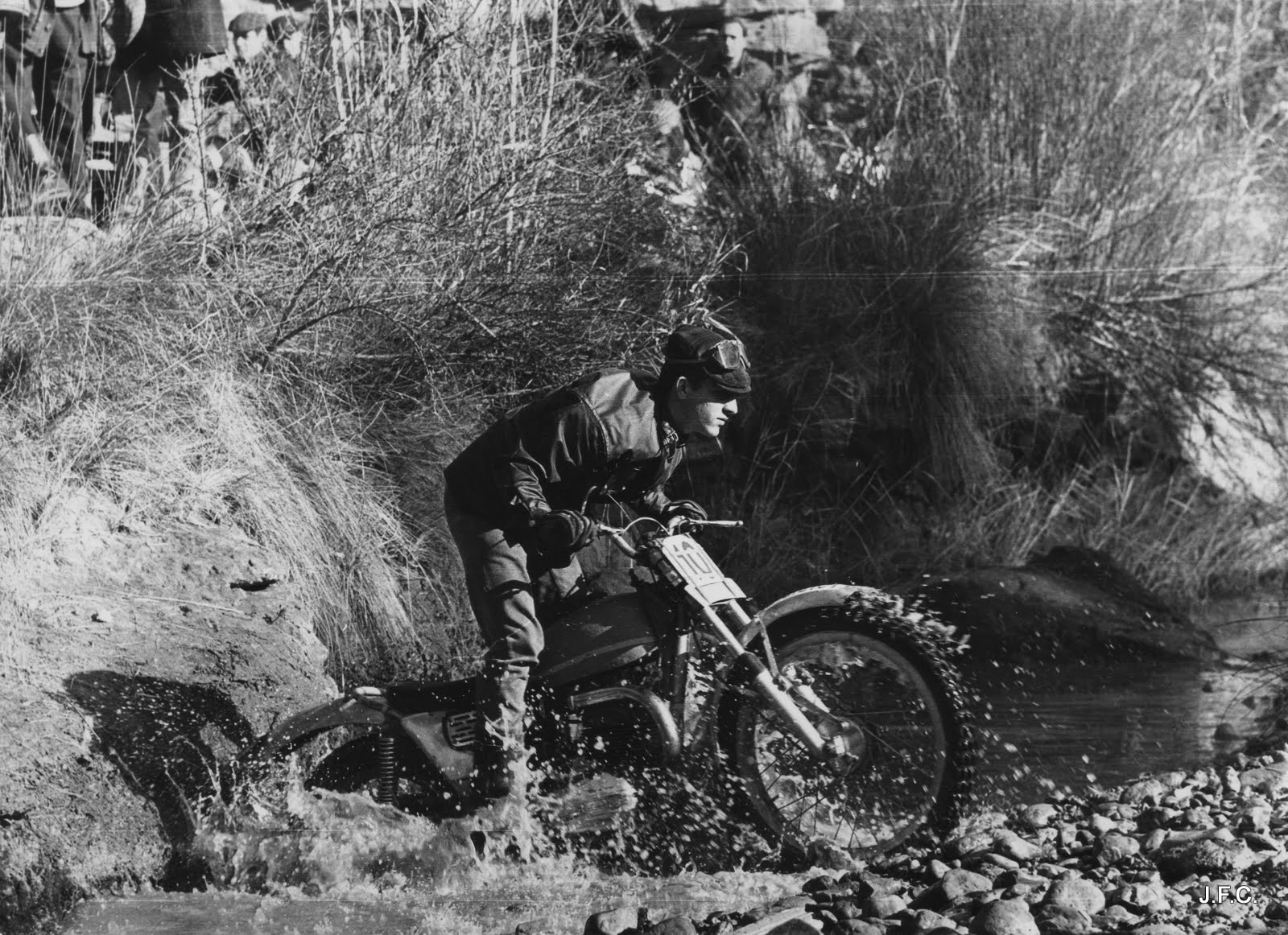
Joan Font amb una Bultaco Sherpa T 250 en un trial a Manresa el 1968

El 1965 marca una fita en la història del trial, ja que és l'any en què Sammy Miller hi introdueix les motos de dos temps, concretament la catalana Bultaco Sherpa T, que havia desenvolupat en col·laboració amb l'amo de l'empresa, Francesc Xavier Bultó. A partir d'aquell moment les motos britàniques van ser ràpidament arraconades en favor de les noves motos catalanes (a banda de Bultaco, aviat s'hi afegirien Montesa i OSSA) equipades amb un nerviós motor de dos temps i amb una lleugeresa que les feia molt superiors. El trial va guanyar en espectacularitat, ja que les noves motos permetien encarar zones molt més difícils, i aviat va esdevenir un esport molt popular arreu del món. De fet, des de finals dels 60 gaudí d'una gran popularitat a Catalunya, on va esdevenir un fenomen de masses durant una dècada i encara avui té molta acceptació.
En anar agafant importància aquest esport, el torneig Henry Groutards s'anomenà Campionat d'Europa el 1968 i ja el 1975 Campionat del Món.

### Ràpida evolució
El trial ha evolucionat molt des d'aleshores gràcies a l'aportació de pilots innovadors en el seu moment, com ara Bernie Schreiber a començament dels anys 80 i sobretot una nova generació de pilots procedents del trialsín que a finals dels 80 i començament dels 90 van aportar al trial un nou concepte de conducció, basat en la seva experiència amb la bicicleta, on ja no és només el cop de gas o l'equilibri el que compta, sinó també la força i tècniques com ara desplaçar la moto a base de petits saltirons laterals. Pilots com ara Andreu Codina i Jordi Tarrés van perfeccionar aquest estil, essent ara el que fan servir tots els corredors actuals de trial.

## Descripció i Reglament

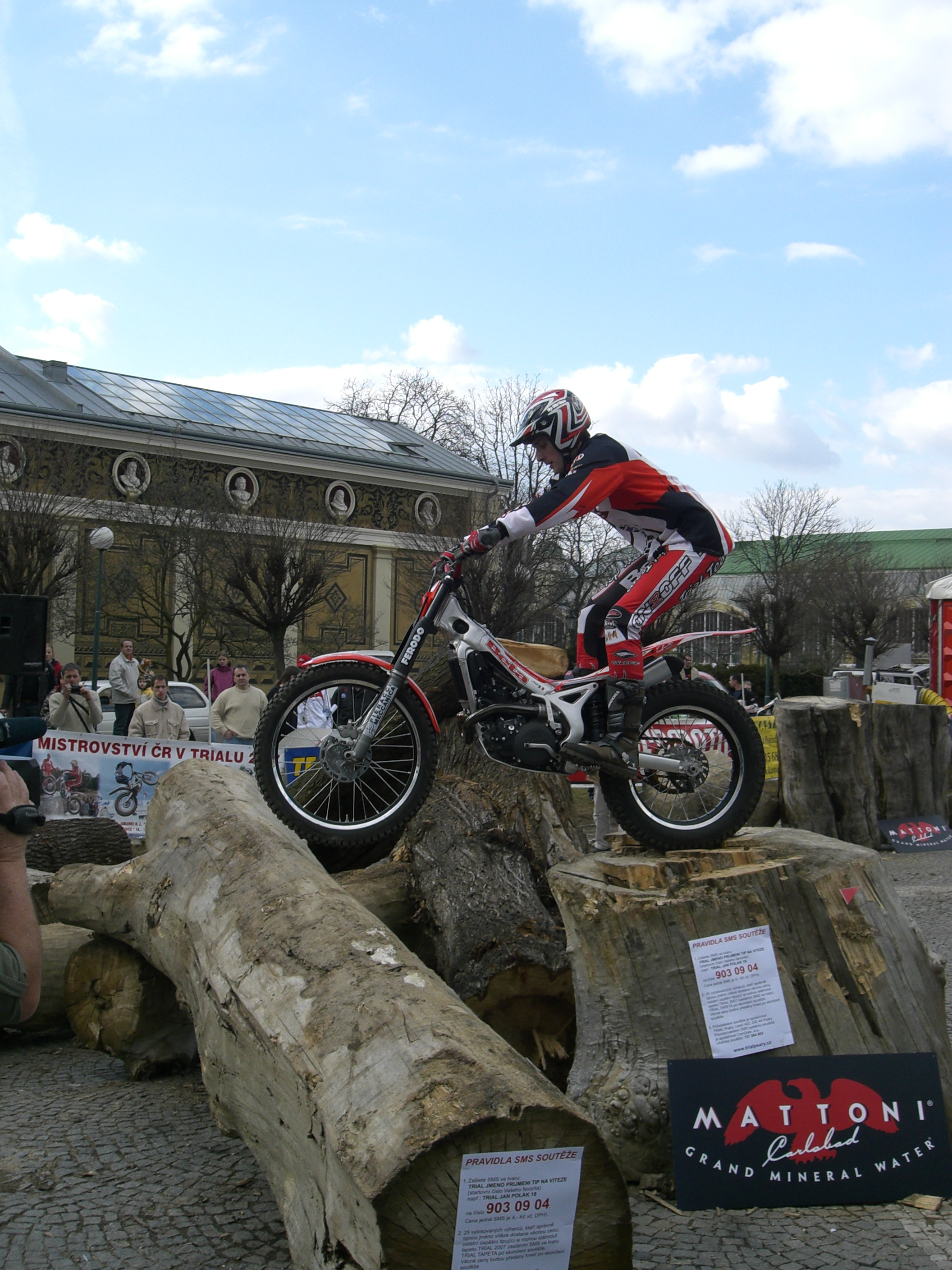
Un pilot amb una Beta encarant una zona en un Trial Indoor

Un trial acostuma a tenir lloc en un circuit que pot abastar des de pocs quilòmetres a més d'un centenar. Aquest circuit s'anomena "recorregut inter-zona" i pot discórrer per carretera o camins forestals. El trial és un esport on el concepte de velocitat no interessa, només s'estableix un límit de temps per a completar la prova, que acostuma a ser generós. Els pilots surten per torns, en grups de dos o tres cada minut, i han de completar una o més voltes al circuit.
Enmig del recorregut s'hi van delimitant una sèrie de "zones" (sovint agrupades en "seccions"), consistents en trams de dificultat variable que els corredors han de superar amb la mínima penalització possible, ja que el guanyador és qui menys n'obté.
Les zones es coneixen com a "non-stop" perquè cal recórrer-les sense aturar la moto ni posar els peus a terra. Consisteixen sovint en forts desnivells, tarteres, grans roques, arrels, torrents o rius, zones enfangades i qualsevol altre terreny que impliqui dificultat per a circular-hi. Els pilots han de passar-hi per torn, un a un, i sovint abans d'intentar-les baixen de la moto i s'hi estan una estona veient com ho fan altres contrincants, o les recorren a peu per saber com les encararan.
Un cop decideix escometre una zona, el pilot té dret a un sol intent. Mentre ho fa, diversos "jutges" l'observen atentament i compten el nombre de vegades que el pilot recolza un peu (o qualsevol altra part del cos) a terra, per tal de penalitzar-les. Aquesta falta s'anomena "peus". Si el pilot cau, atura la moto o comet determinades infraccions, s'anomena "fiasco" (failure en anglès) i obté la penalització màxima. Si el pilot supera la zona sense cometre cap d'aquestes faltes obté 0 punts i es diu que "neteja" la zona.
Cada competidor porta una petita targeta en la qual, un cop el pilot ha acabat la zona, el jutge de zona hi perfora el nombre de punts de penalització obtinguts. Al final de cada volta al circuit (en general 3) el pilot lliura la targeta a la taula de control situada a la meta i en recull una de nova, de manera que els organitzadors van comptabilitzant els punts parcials de cada volta i al final de la prova, un cop sumats els punts fets per cada corredor en el total de voltes, se sap la classificació final. El guanyador és qui menys punts ha fet, i en cas d'empat es desempata pel còmput de millors puntuacions fetes pels pilots afectats.

En una publicació de 1975, Mick Andrews va definir el trial amb aquestes paraules:
| «                                 | És un esport motociclista completament diferent de les curses de velocitat o motocròs. No s'hi depèn del rellotge i s'acosta més a una manifestació gimnàstica, en què l'habilitat i la forma són els factors més importants, que a altres especialitats del motociclisme en què hi predominen el risc i la velocitat. | » |
| — Mick Andrews, Trial (1975) p. 5 | |   |

### Especificacions
- L'ordre de sortida dels pilots es decideix normalment per sorteig.[20]
- Es penalitza amb una dècima de punt cada minut d'endarreriment sobre l'horari previst.[21]
- En proves de trial amb molts participants, com ara els Sis Dies d'Escòcia i d'altres, s'estableix una bonificació per a compensar el temps que el pilot resta aturat a les cues, conegut com a delay. Quan el pilot arriba a una zona on hi ha molts pilots esperant per a encarar-la, després d'examinar-la es posa a la cua i en aquell moment pot lliurar la targeta al control i esperar el seu torn damunt la moto. Tot el temps que hagi d'esperar des d'aleshores li serà bonificat.[22]
- A les competicions puntuables per a campionats internacionals, el circuit ha de ser de 15 quilòmetres com a màxim, dividit en 15 seccions d'un màxim de 60 metres cadascuna.[20]
- S'imposa una mitjana mínima de 15-20 km/h per a cobrir tot el recorregut de la volta, incloses les zones.[21]

### Penalitzacions
| Punts | Falta        | Observacions                                            |
| ----- | ------------ | ------------------------------------------------------- |
| 0     | --           | Passar la zona sense faltes s'anomena "Netejar la zona" |
| 1     | 1 peu        |                                                         |
| 2     | 2 peus       | Junts o alternats                                       |
| 3     | 3 o més peus |                                                         |
| 5     | Fiasco       |                                                         |

Notes
1. ↑  Si una part del cos del pilot o de la moto (tret dels reposapeus, pneumàtics, bloc motor i els seus protectors) toca el terra, es considera igual que si hagués tocat el terra amb el peu[20]
2. ↑  Es defineix com a Fiasco, entre d'altres casos:[16]
  - Caure
  - Recular

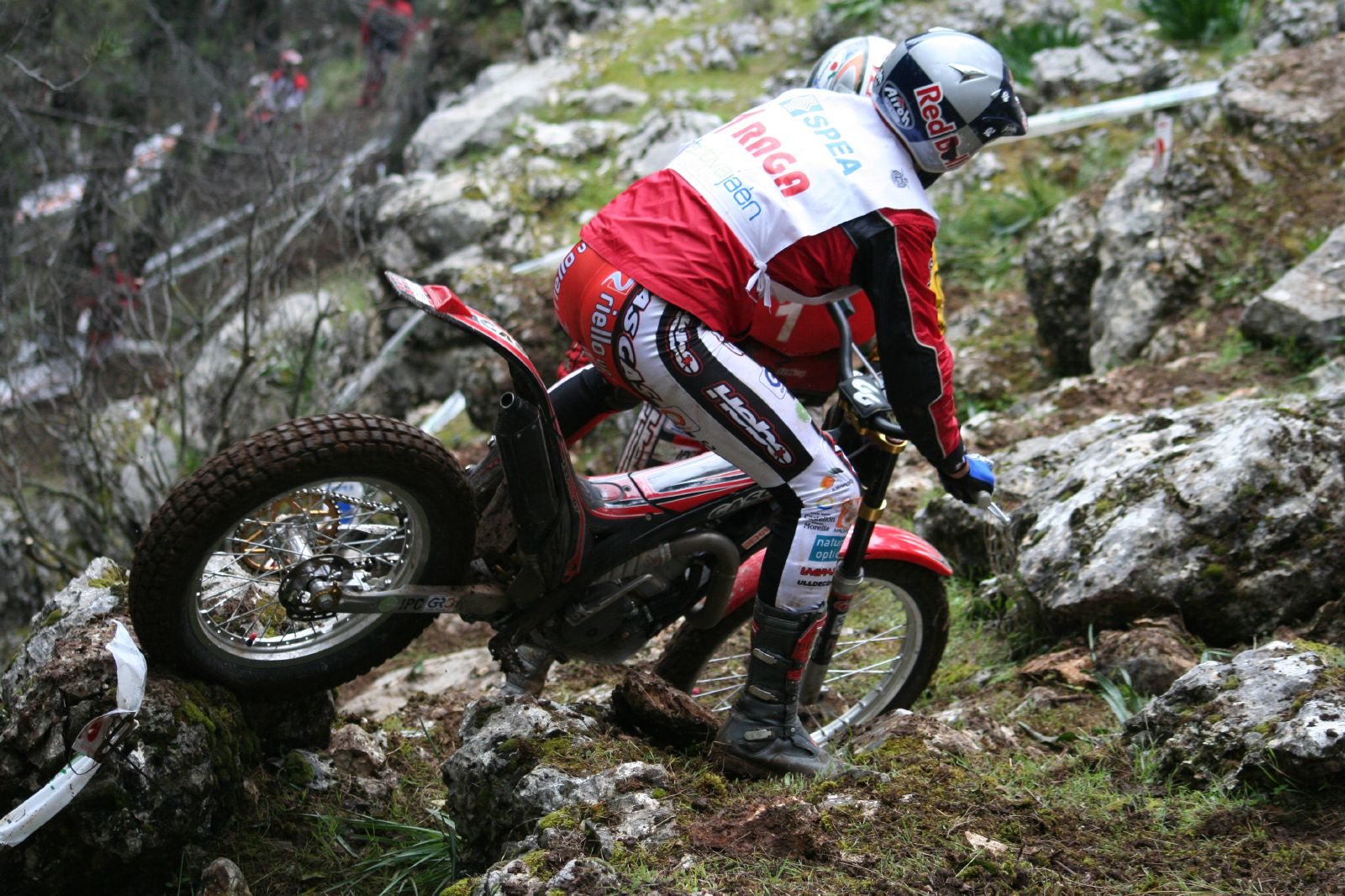
Adam Raga posant un peu (i per tant un punt) en una zona.

  - Moure la moto de costat sense avançar[23]
  - Que el manillar toqui el terra
  - Tenir els dos peus al mateix costat de la moto o darrere l'eix de la roda del darrere
  - Aturar el motor tocant el terra
  - Ajuda externa (del públic, etc.)
  - Si qualsevol de les dues rodes surt de la zona delimitada
  - Creuar una porta (lloc d'entrada o sortida de la zona) a l'inrevés
  - Realitzar un cicle (loop) a la zona
  - Excedir el límit de temps per zona, que històricament ha anat variant (passant del minut i mig als 3 fins a arribar als 2 minuts actuals[23])

## Esports derivats

### Trial indoor
La modalitat Indoor del trial, coneguda com a Trial Indoor i darrerament també com a X-Trial, es caracteritza per disputar-se en espais tancats (normalment en pavellons), on es munta un circuit d'obstacles artificials. És una disciplina que va néixer a Barcelona el 1978, quan la revista especialitzada Solo Moto hi organitzà el I Trial Indoor de Barcelona. A partir d'aleshores començaren a organitzar-se proves similars en altres indrets, fins que a començaments de la dècada de 1990 se'n crearen els primers campionats estatals i internacionals. Un dels avantatges d'aquesta modalitat és que els espectadors poden seguir les evolucions dels pilots amb comoditat i sense patir per les inclemències meteorològiques.

### Sidecar trial
El Sidecar Trial, conegut també com a sidecartrial o sidetrial, és la modalitat del trial en què les motocicletes que s'hi fan servir porten incorporat un sidecar. És, doncs, un esport que es practica en parella (conductor i passatger) en comptes d'individualment com el trial clàssic, la qual cosa afecta la tècnica de pilotatge i el sistema de penalització que s'hi aplica. El trial amb sidecar es començà a practicar al Regne Unit gairebé al mateix temps que l'individual, i ja n'hi ha constància de competicions durant la dècada de 1930.

### Sense motocicleta
A banda de les modalitats practicades en motocicleta (Indoor i Sidecartrial), el trial n'ha originades d'altres que es practiquen amb diferents mitjans de transport. En destaquen aquestes:
- Bicitrial, en bicicleta. Actualment dividit en dues variants sorgides del primitiu Trialsín: 
  - Biketrial
  - Trial
- Auto-Trial, amb automòbils 4x4
- Truck-Trial, també anomenat LKW-Trial, amb camions de gran tonatge

## Competició

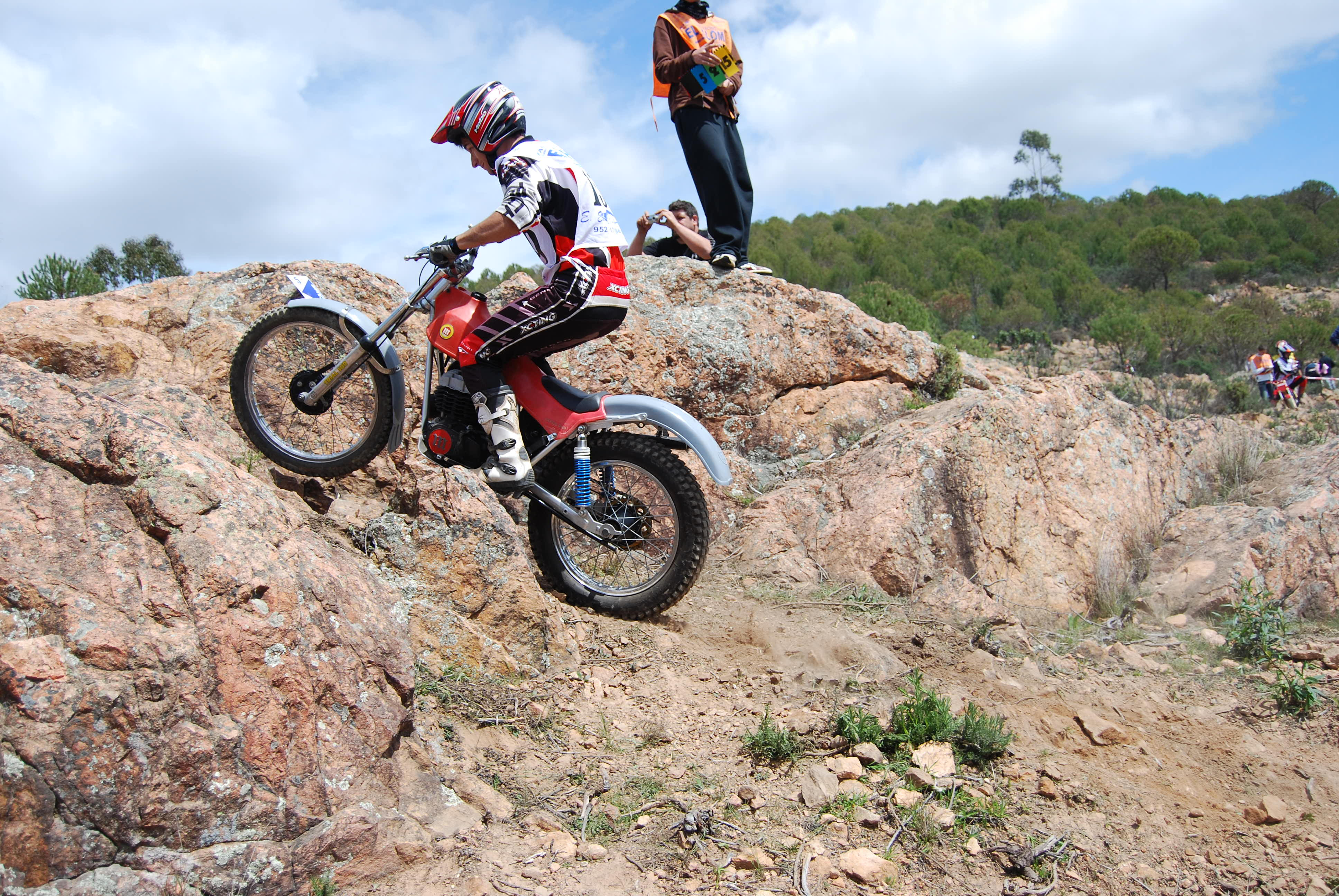
Pilot en una zona de trial "clàssic"
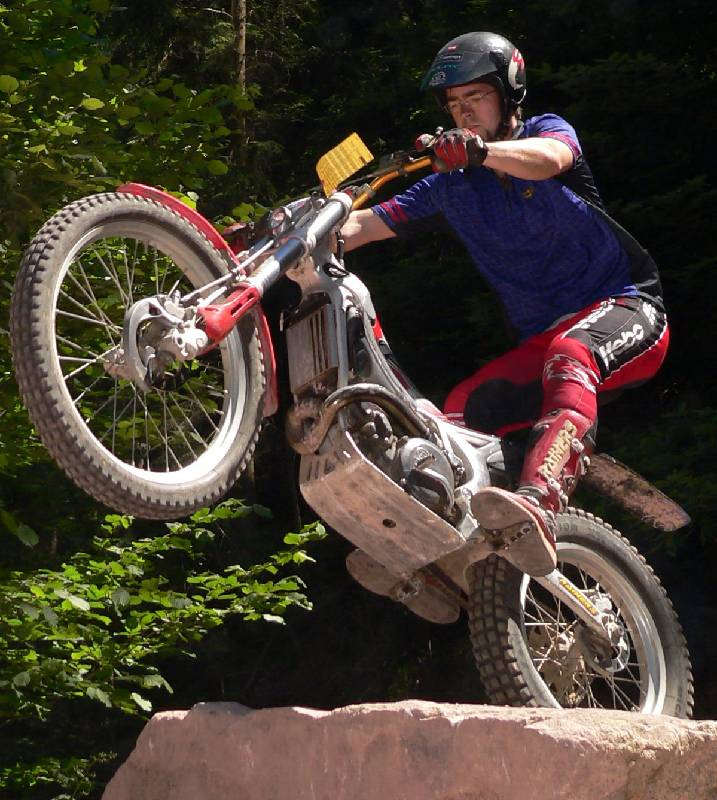
La Beta Rev 3 2000 en acció
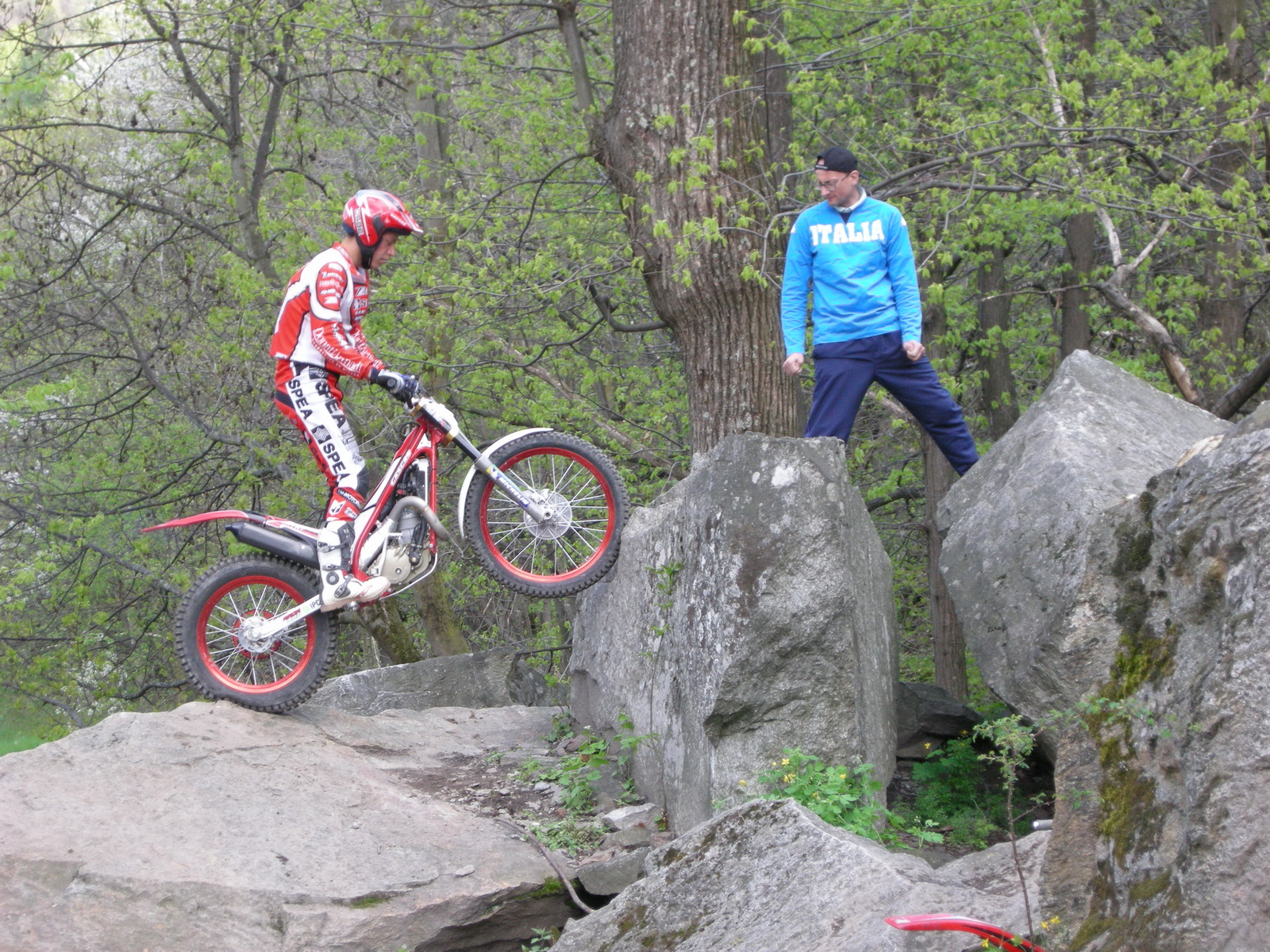
Una zona de roques grosses
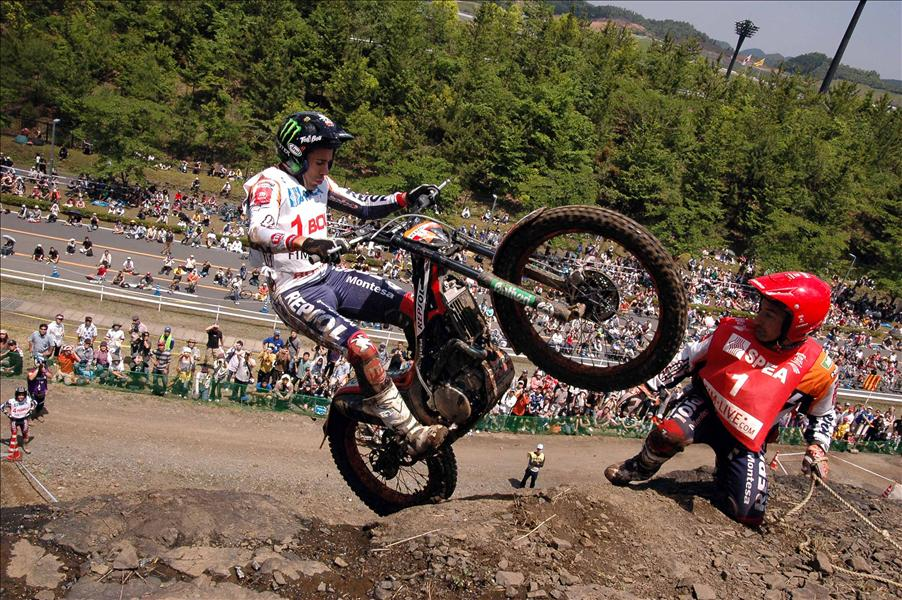
Pilot assistit pel seu "motxiller"

El període de competició oficial sol abastar de la primavera a la tardor, malgrat disputar-se trials no puntuables durant tot l'any, sobretot en contrades amb un clima benigne. La competició "Indoor" s'acostuma a programar a l'hivern i està reservada als millors pilots, atesa la seva dificultat.
Per a competir, un corredor necessita la llicència de la seva federació estatal. Les federacions atorguen aquesta llicència en funció de l'experiència o edat del sol·licitant, essent les categories usuals Júnior, Sènior o Super. De cada categoria se'n celebren campionats.

### Proves destacades

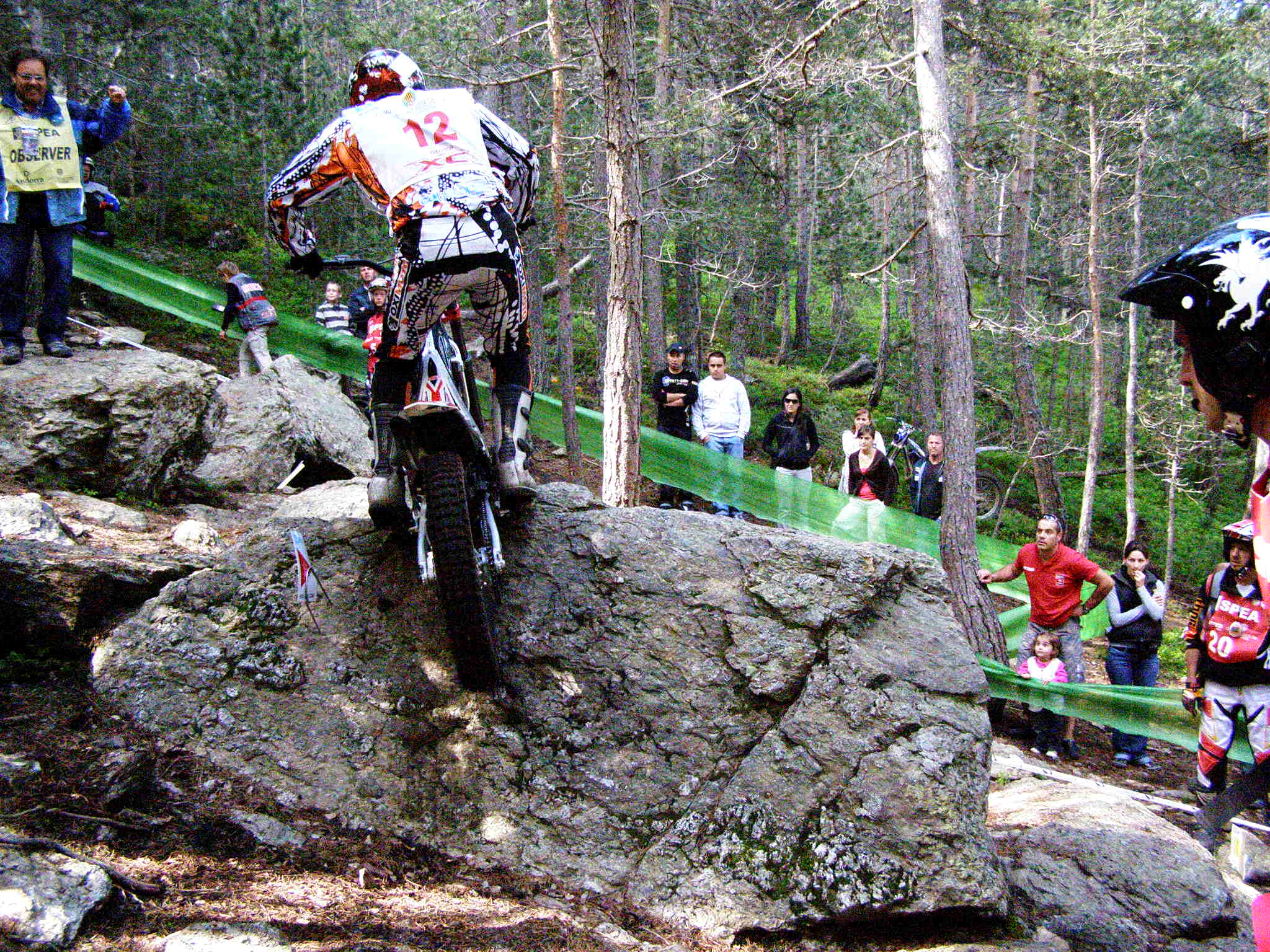
Campionat d'Europa a Andorra, el 2010

A banda dels campionats d'àmbit nacional o estatal que se celebren a cada país, durant tota temporada de competició hi ha una sèrie de campionats i proves diverses on hi competeixen els millors pilots internacionals. Tot seguit se'n detallen les principals.

#### Campionats internacionals
- Campionat del Món de trial, anomenat fins al 1974 Campionat d'Europa
- Campionat del Món de trial indoor (anomenat X-Trial a partir del 2011)
- Campionat del Món de trial femení
- Trial de les Nacions
- Campionat d'Europa de trial masculí, de nova creació el 1992
- Campionat d'Europa de trial femení, creat el 1999

#### Proves internacionals
De totes les que se celebren arreu del món caldria destacar-ne aquestes:
- Sis Dies d'Escòcia de Trial,[25] cada primera setmana de maig a les Terres altes d'Escòcia
- Scott Trial a l'hivern als erms de Yorkshire
- Tres Dies de Trial de Santigosa, cada Setmana Santa al Ripollès
- Tres Dies dels Cingles de Trial, a l'octubre als Cingles de Bertí, al Vallès
- Dos Dies de Trial Illa d'Eivissa, al desembre a Sant Antoni de Portmany
- Trial Indoor de Barcelona, la prova reina de la modalitat Indoor, pel gener al Palau Sant Jordi

Durant els anys 70 i 80 es disputava al mes de març a Catalunya una prova puntuable pel Campionat del Món de gran prestigi, el Trial de Sant Llorenç que se celebrava als voltants del Parc Natural de Sant Llorenç del Munt, als límits de Vallès i el Bages.

#### Campionats estatals
Dels campionats estatals que se celebren als cinc continents, els més destacats pel nivell dels pilots que hi participen són el britànic, japonès i espanyol. En aquest darrer hi corren els campions catalans, tant en la seva modalitat absoluta, com la indoor.

### Pilots destacats
D'entre tots els campions que hi ha hagut al llarg de la història del trial, n'hi ha alguns que han destacat pel seu domini absolut a les competicions durant anys o bé per haver liderat una evolució important dins aquest esport (o per ambdues coses alhora). A continuació se'n citen alguns dels principals, dividits entre els històrics (ja retirats) i els que l'any 2009 seguien en actiu en competició internacional.

#### Pilots històrics
| Pilot            | Campionats del Món | Darrer Títol | Victòries als SSDT | Observacions |
| ---------------- | ------------------ | ------------ | ------------------ | --- |
| Hugh Viney       | -                  | -            | 4                  | Primer a guanyar els SSDT 4 vegades                                                                                |
| Don Smith        | 3                  | 1969         | -                  | Primer campió d'Europa (Challenge Henry Groutards)                                                                 |
| Sammy Miller     | 2                  | 1970         | 5                  | Pilot llegendari, va introduir les revolucionàries motos de dos temps, amb la Bultaco Sherpa T                     |
| Mick Andrews     | 2                  | 1972         | 5                  | El rei dels Scottish i un pilot admirat durant dècades                                                             |
| Malcolm Rathmell | 1                  | 1974         | 2                  | Darrer campió d'Europa                                                                                             |
| Martin Lampkin   | 2                  | 1975         | 3                  | Primer campió del Món                                                                                              |
| Yrjö Vesterinen  | 3                  | 1978         | 1                  | Primer multi-campió mundial                                                                                        |
| Bernie Schreiber | 1                  | 1979         | 1                  | Va revolucionar el trial amb el seu pilotatge espectacular                                                         |
| Eddy Lejeune     | 3                  | 1984         | -                  | Va tornar fer guanyar una moto de quatre temps, Honda                                                              |
| Toni Gorgot      | -                  | -            | 1                  | Primer català a guanyar els SSDT, el 1983                                                                          |
| Thierry Michaud  | 3                  | 1988         | 3                  | Imbatible durant anys                                                                                              |
| Jordi Tarrés     | 7                  | 1995         | 1                  | Va millorar l'estil introduït per Andreu Codina i és (amb Dougie Lampkin) el segon pilot amb més mundials guanyats |
| Marc Colomer     | 1                  | 1996         | -                  | Va dominar els trials Indoor durant anys, amb 3 títols mundials                                                    |
| Steve Saunders   | -                  | -            | 4                  | |
| Steve Colley     | -                  | -            | 4                  | |

1. ↑  Fins al 1967 el campionat s'anomenà "Challenge Henry Groutards", fins al 1974 Campionat d'Europa, i a partir de 1975 va passar a anomenar-se Campionat del Món.

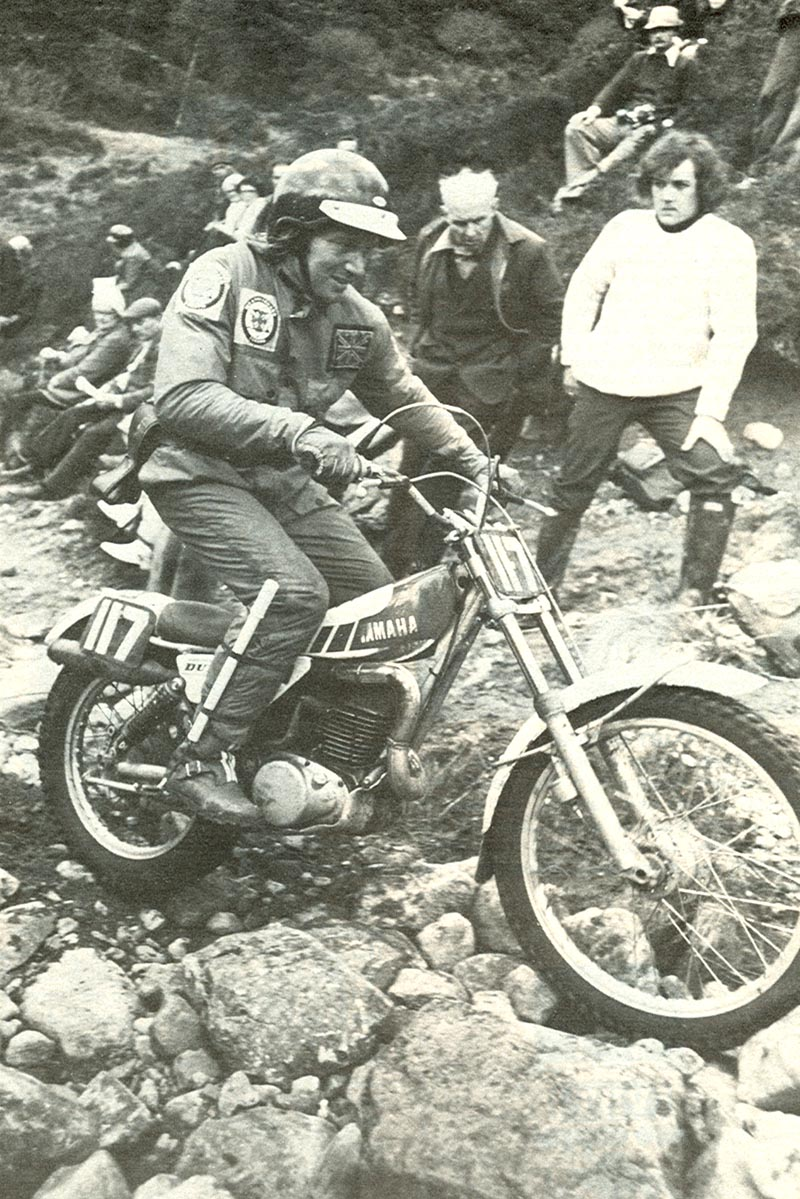
Mick Andrews el 1976
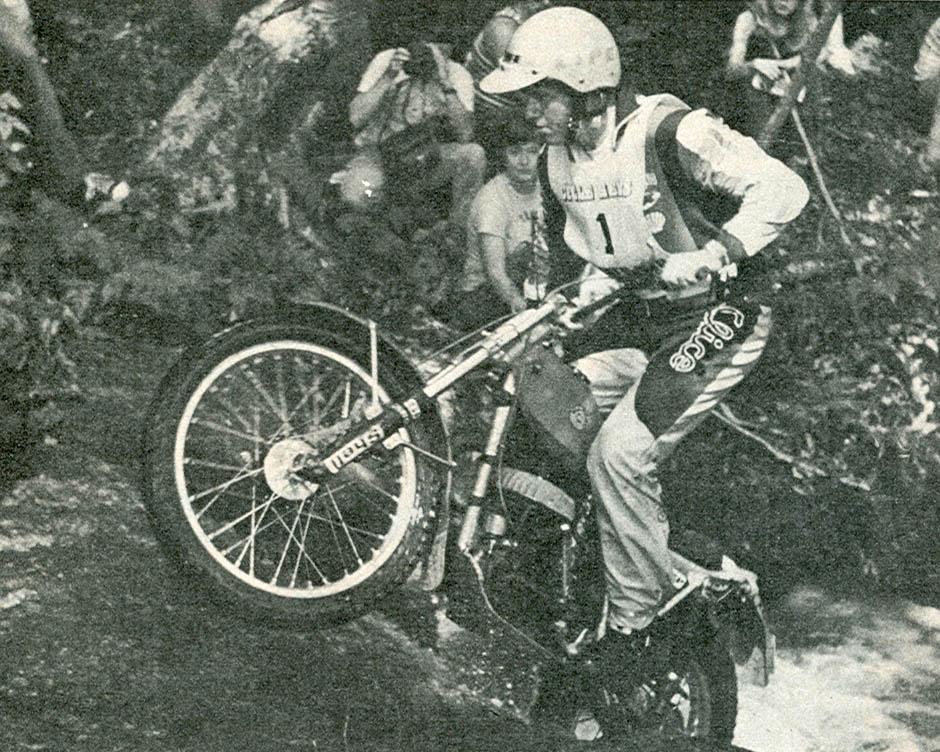
Martin Lampkin el 1978
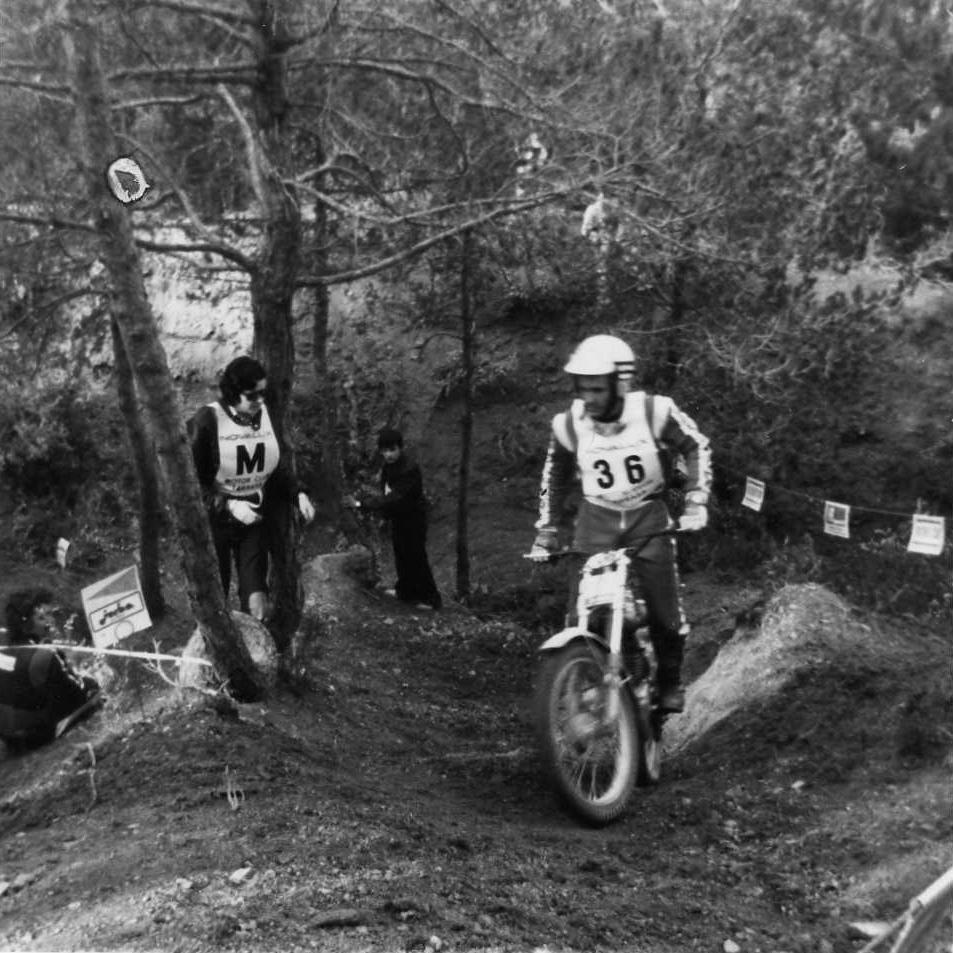
Yrjö Vesterinen el 1978
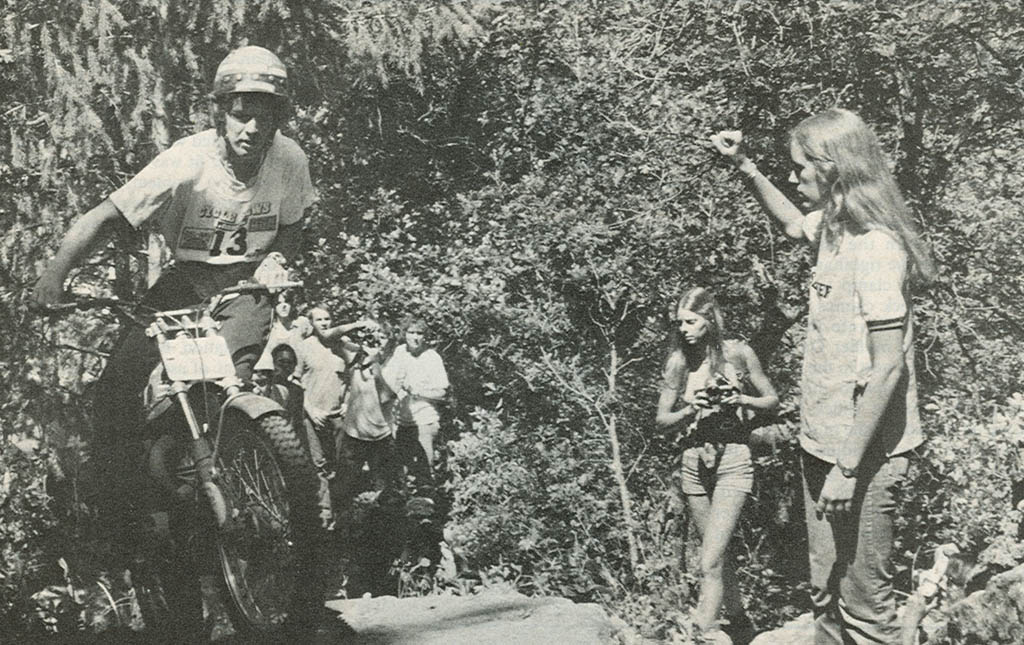
Bernie Schreiber ca. 1978
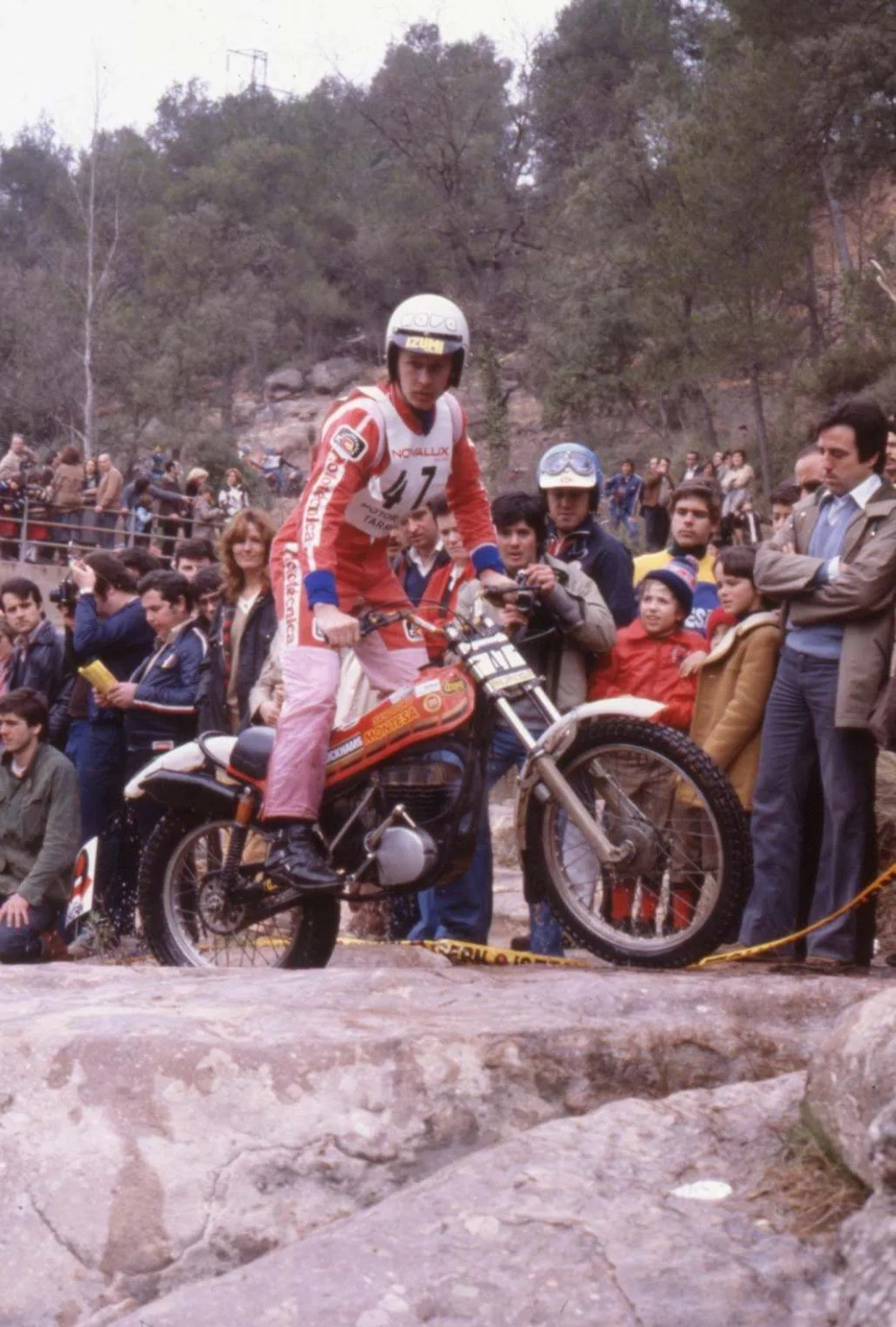
Malcolm Rathmell el 1979
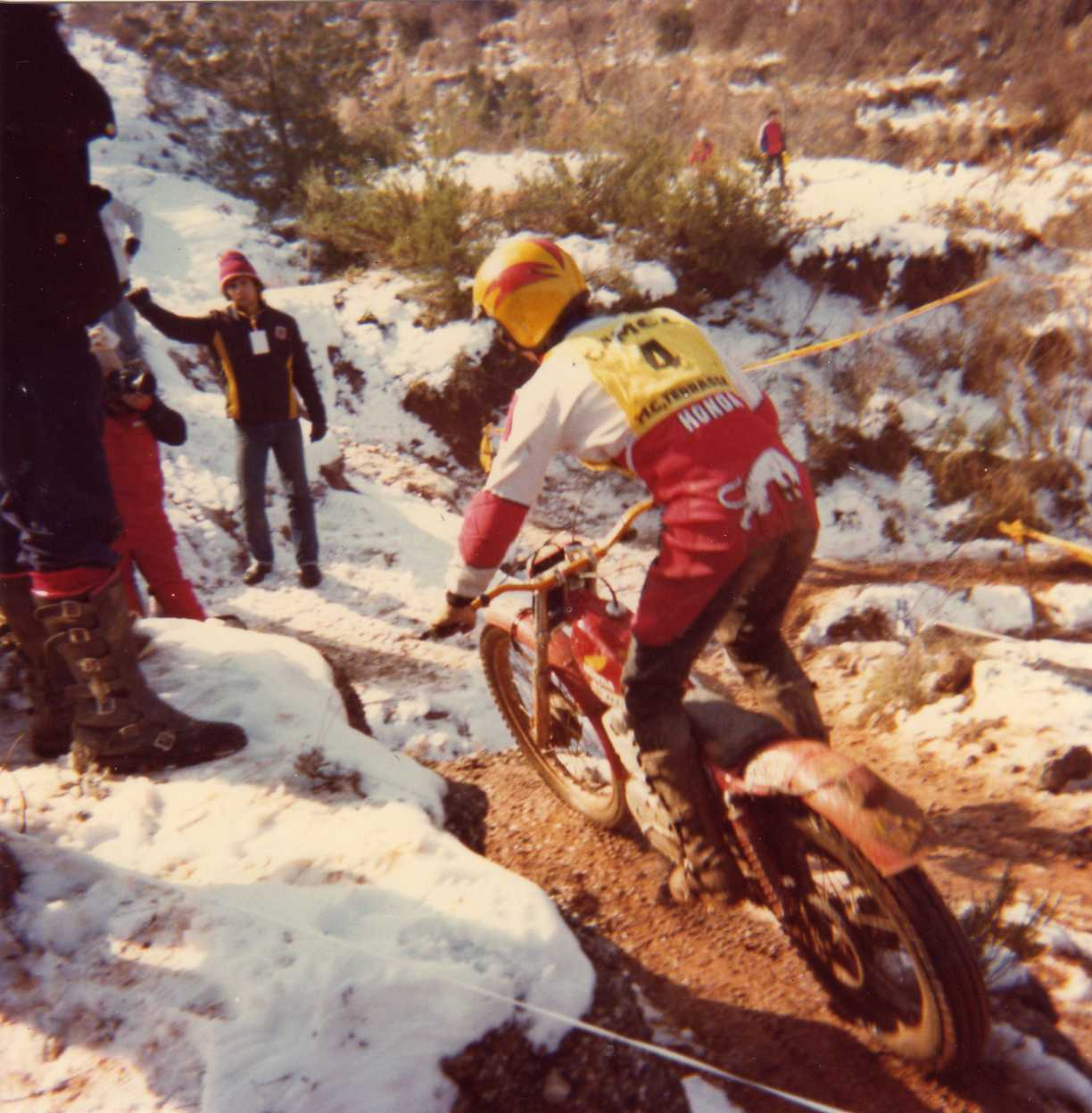
Eddy Lejeune el 1981

#### Pilots en actiu
Des de fa anys, la disciplina està dominada per catalans, britànics i japonesos. Després del domini de Jordi Tarrés als anys 90, a començament de segle va destacar el britànic Dougie Lampkin guanyant set campionats mundials consecutius (més 5 mundials de trial Indoor).
Posteriorment, els catalans Marc Freixa, Jeroni Fajardo, Albert Cabestany, Adam Raga i Toni Bou entre d'altres han regnat indiscutiblement en l'especialitat, guanyant-ne Raga i Bou tots els títols mundials disputats des del 2005 fins al 2015. En el trial femení també hi destaca la catalana Laia Sanz, amb 13 títols mundials i 10 d'Europa fins al 2013.
A 12 de setembre de 2017
| Pilot             | Campionats del Món | Campionats del Món Indoor | Campionats d'Europa | Victòries als SSDT |
| ----------------- | ------------------ | ------------------------- | ------------------- | ------------------ |
| Toni Bou          | 11                 | 11                        | 1                   | -                  |
| Laia Sanz         | 13                 | -                         | 10                  | -                  |
| Dougie Lampkin    | 7                  | 5                         | 1                   | 9                  |
| Adam Raga         | 2                  | 4                         | 1                   | -                  |
| Takahisa Fujinami | 1                  | -                         | -                   | -                  |
| Albert Cabestany  | -                  | 1                         | -                   | -                  |
| James Dabill      | -                  | -                         | 1                   | 2                  |

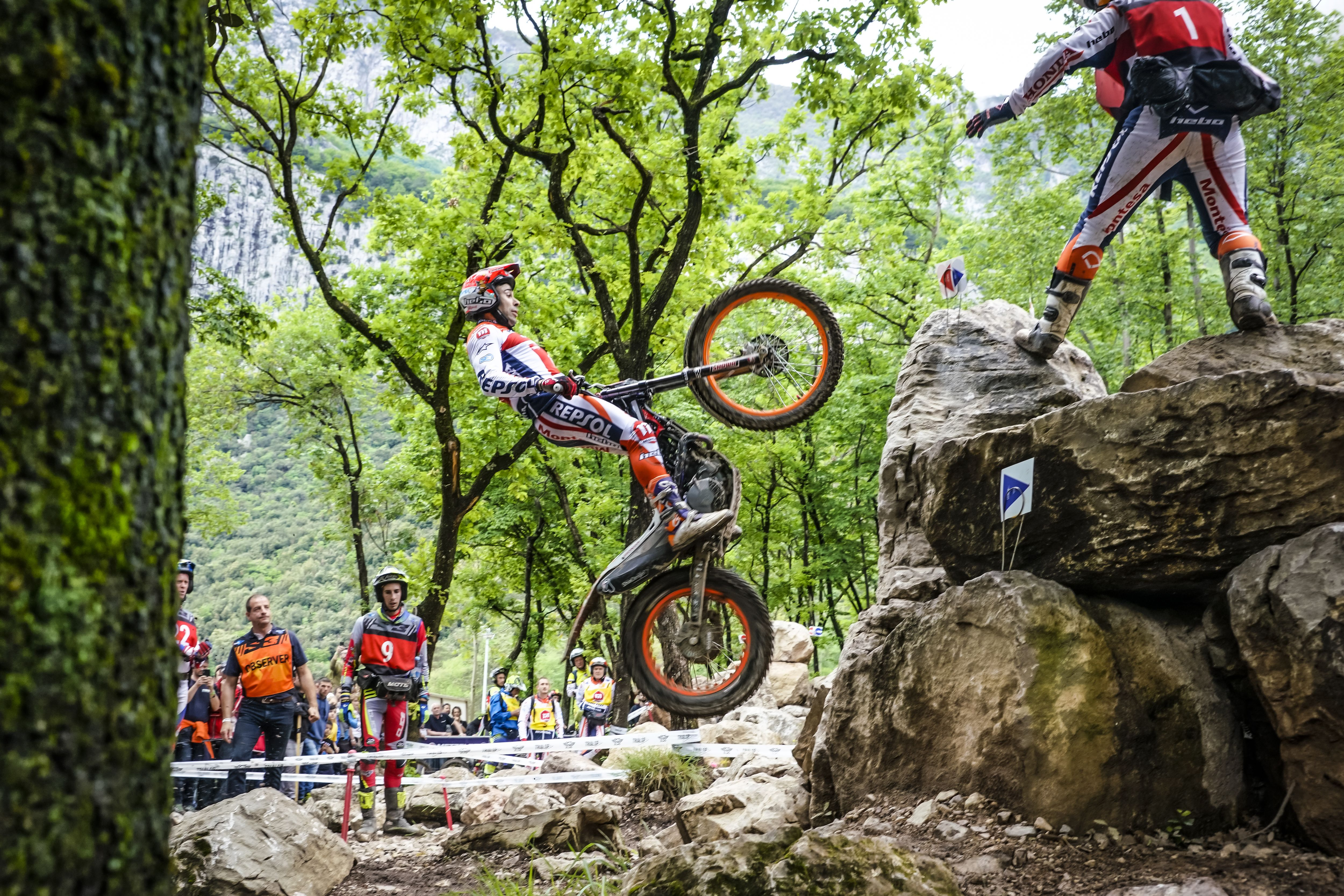
Toni Bou el 2019
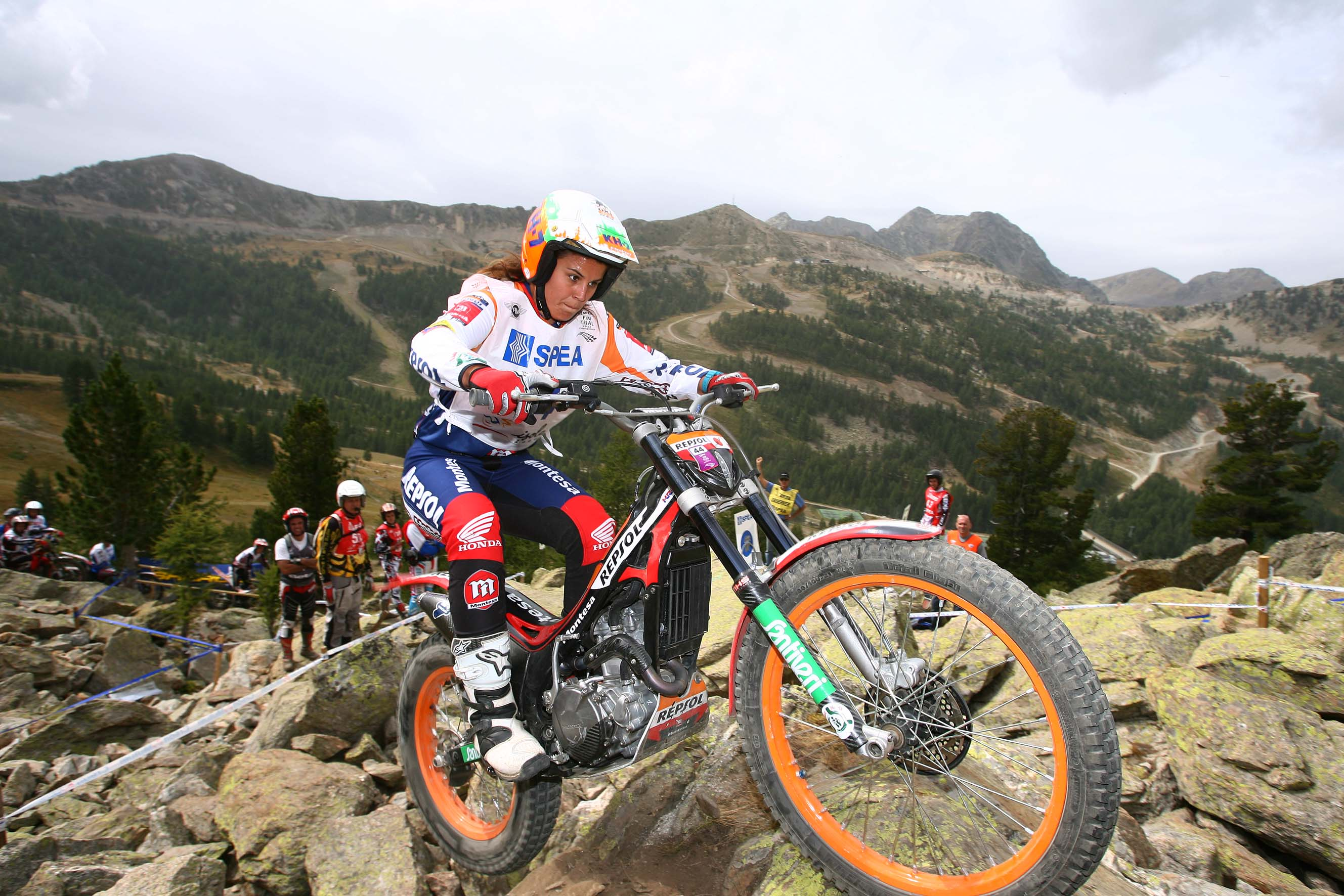
Laia Sanz el 2011
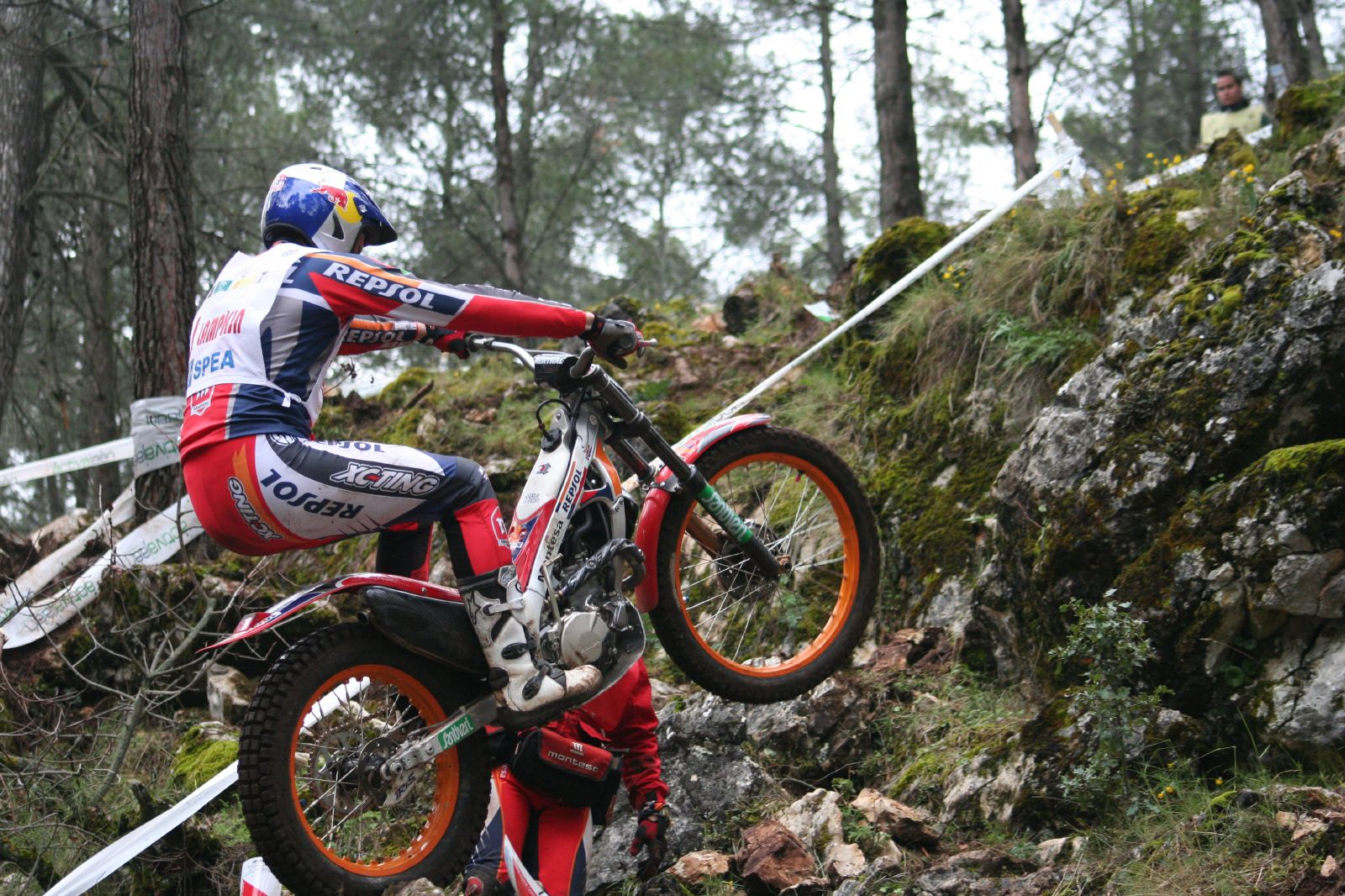
Dougie Lampkin el 2007
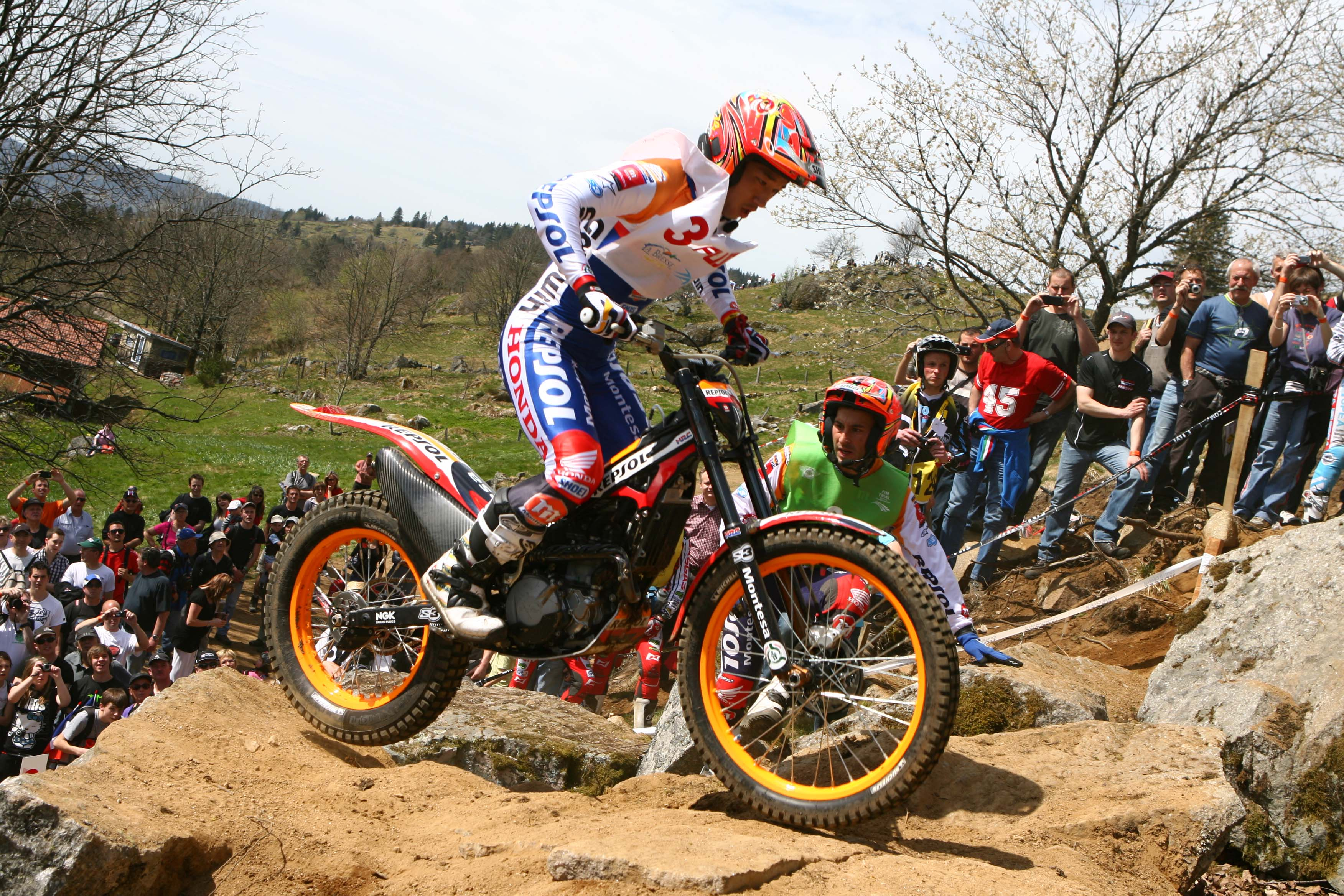
Takahisa Fujinami el 2012

## La moto de trial
Les motos de trial actuals acostumen a reunir aquestes característiques, que els donen una facilitat de pilotatge i una capacitat de superar obstacles immillorable:
- Lleugera (al voltant de 70 kg) i petita, amb el centre de gravetat molt baix per tal de millorar-ne l'estabilitat[20]
- Un motor on és més important el parell motor que la potència en si mateixa. Les cilindrades abasten des dels 50 cc als 300 cc, essent les més usuals les que voregen els 250 cc.
- Caixa de canvis de 5 velocitats curtes (les màquines més antigues) i 5 o 6 velocitats les màquines posteriors a 1990
- Rodes equipades amb pneumàtics de relleu, inflats a baixa pressió (entre 350 i 450 g / cm ²) per a una millor adherència[20]
- Suspensió flexible per a facilitar l'adherència i els moviments
- Sense selló per a facilitar la col·locació de pilot
- L'equipament de sèrie compleix la legalitat per tal de permetre la matriculació de la moto[1]
- Predominen els motors de dos temps, encara que d'ençà de 2003 comencen a haver-n'hi força de quatre temps. Ja el 1980, Eddy Lejeune havia estat tri-campió del món amb una Honda de quatre temps, demostrant el rendiment d'aquest tipus de motors malgrat el seu pes superior.

Els principals fabricants en actiu de motos de trial són: 
A 12 de setembre de 2017
| Empresa | Imatge | Campionats del Món | Observacions                         |
| ------- | ------ | ------------------ | ------------------------------------ |
| Montesa |        | 41                 | Filial d'Honda des de mitjan anys 80 |
| Beta    |        | 17                 |                                      |
| Gas Gas |        | 10                 |                                      |
| Scorpa  |        | 1                  | Participada per Yamaha i Sherco      |

| Empresa | Imatge | Campionats del Món | Observacions                                                              |
| ------- | ------ | ------------------ | ------------------------------------------------------------------------- |
| Honda   |        | 4                  |                                                                           |
| Sherco  |        |                    | Empresa occitana que fabrica els seus models de trial a Caldes de Montbui |
| Ossa    |        |                    | Històrica marca catalana desapareguda als anys 80 que ha renascut el 2009 |
| Yamaha  |        |                    |                                                                           |

1. ↑  S'hi compten els títols mundials de pilots masculí, femení i indoor.

### Motos antigues

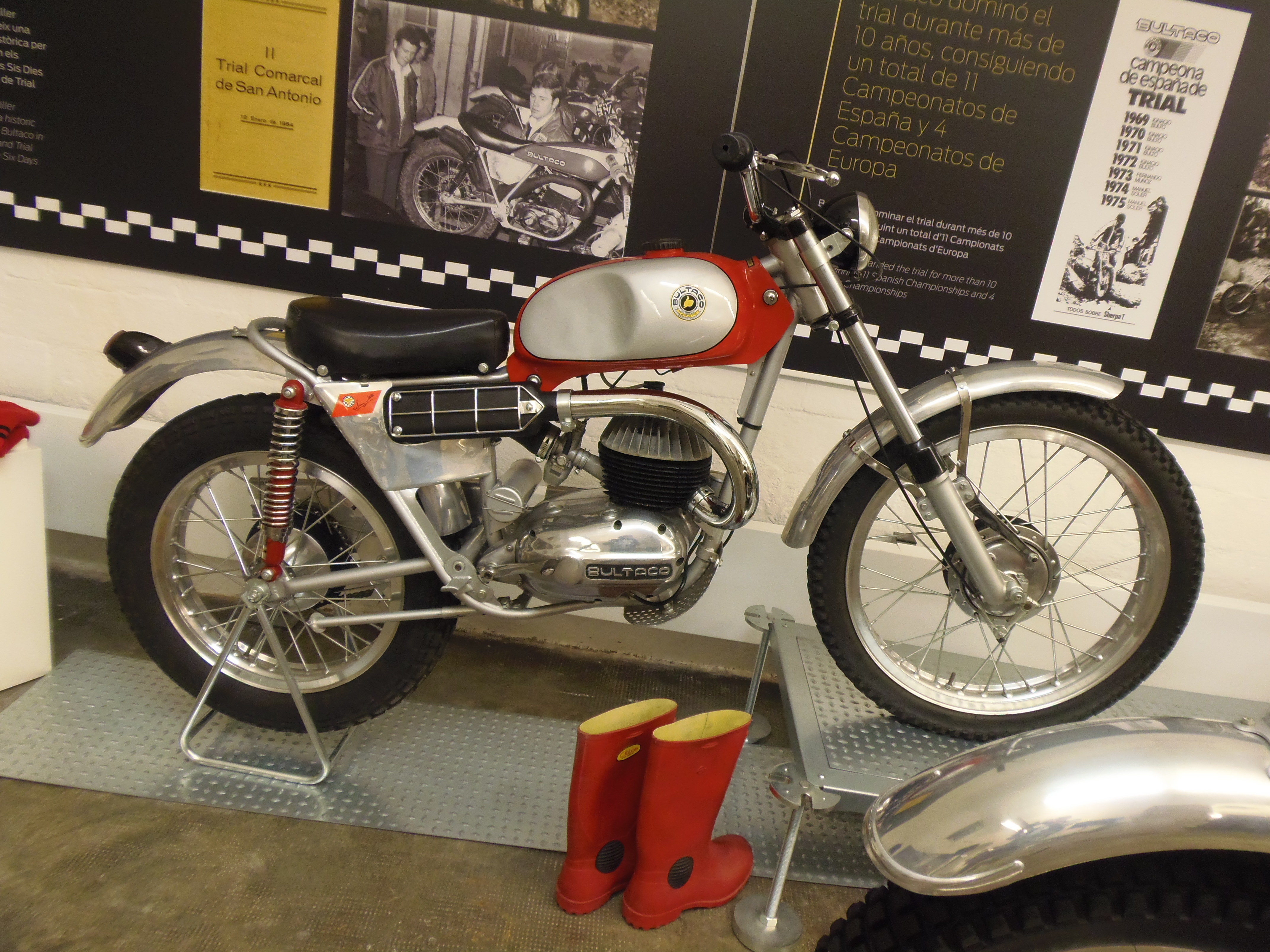
La primera versió de la Bultaco Sherpa T (1965)

A mesura que la mecànica va anar evolucionant va començar la nostàlgia per les motos clàssiques, i ara se n'organitzen trials específics, com per exemple les proves Pre-65 reservades a les motocicletes anteriors a aquesta data cabdal (1965, l'any de la irrupció de les de dos temps). Són trials amb zones més fàcils, apropiades per aquestes motos.
Les motos de trial antigues es podrien subdividir en dos apartats:
- Anteriors a 1965

Eren motos de quatre temps majoritàriament britàniques: Triumph, BSA, Ariel, AJS, Matchless, etc., però també alguna de dos temps com ara la Greeves o la James, també britàniques. N'hi hagué també alguna de francesa com ara la Motobécane o Peugeot, i l'alemanya Zündapp.
- De 1965 a 1985

Motos de dos temps, destacant les catalanes Bultaco Sherpa T, Montesa Cota i OSSA MAR. També les italianes SWM, Fantic i Aprilia, les austríaques Puch i KTM o les japoneses Yamaha, Suzuki i Kawasaki. També en aquesta categoria trobaríem les Honda de quatre temps. Les principals característiques d'aquestes motos són: frens de tambor a les dues rodes, 2 amortidors posteriors i motor refrigerat per aire.
Nota.- Ja a partir de 1985, les motocicletes de trial es començaren a equipar amb frens de disc, refrigeració líquida i altres innovacions, que fan que no entrin dins l'apartat de “Motos Antigues (o Clàssiques)”.
Galeria de models històrics

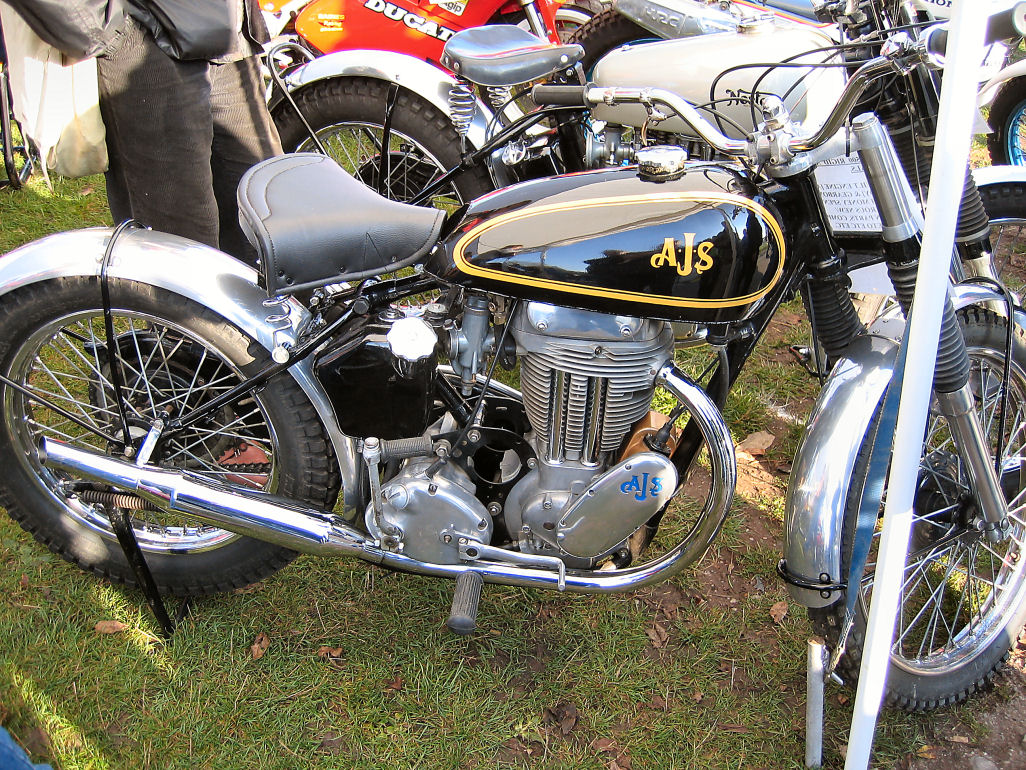
Una AJS 497 cc de 1950
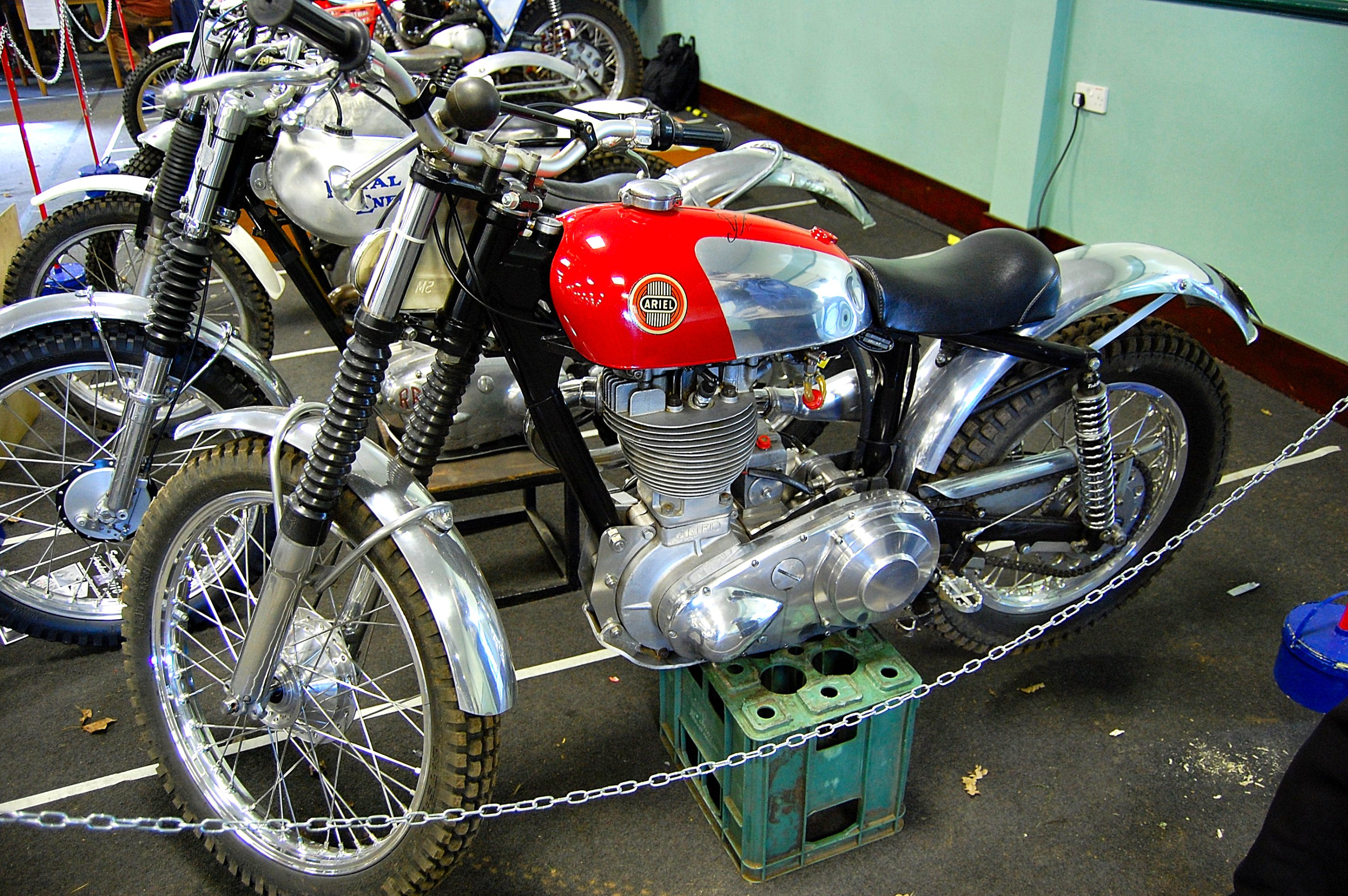
Una Ariel HT 500 ca. 1959
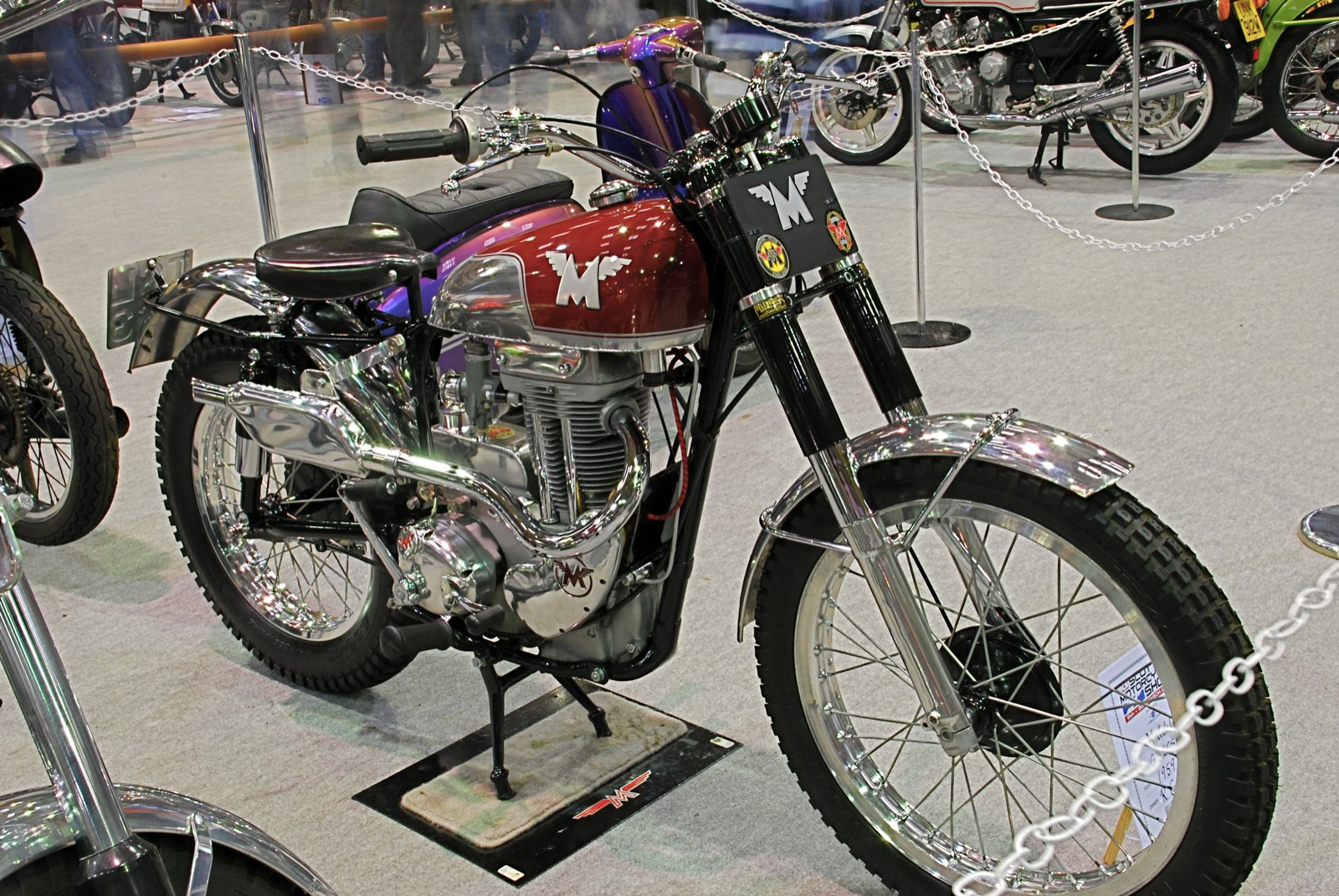
Una Matchless 4T de 1959
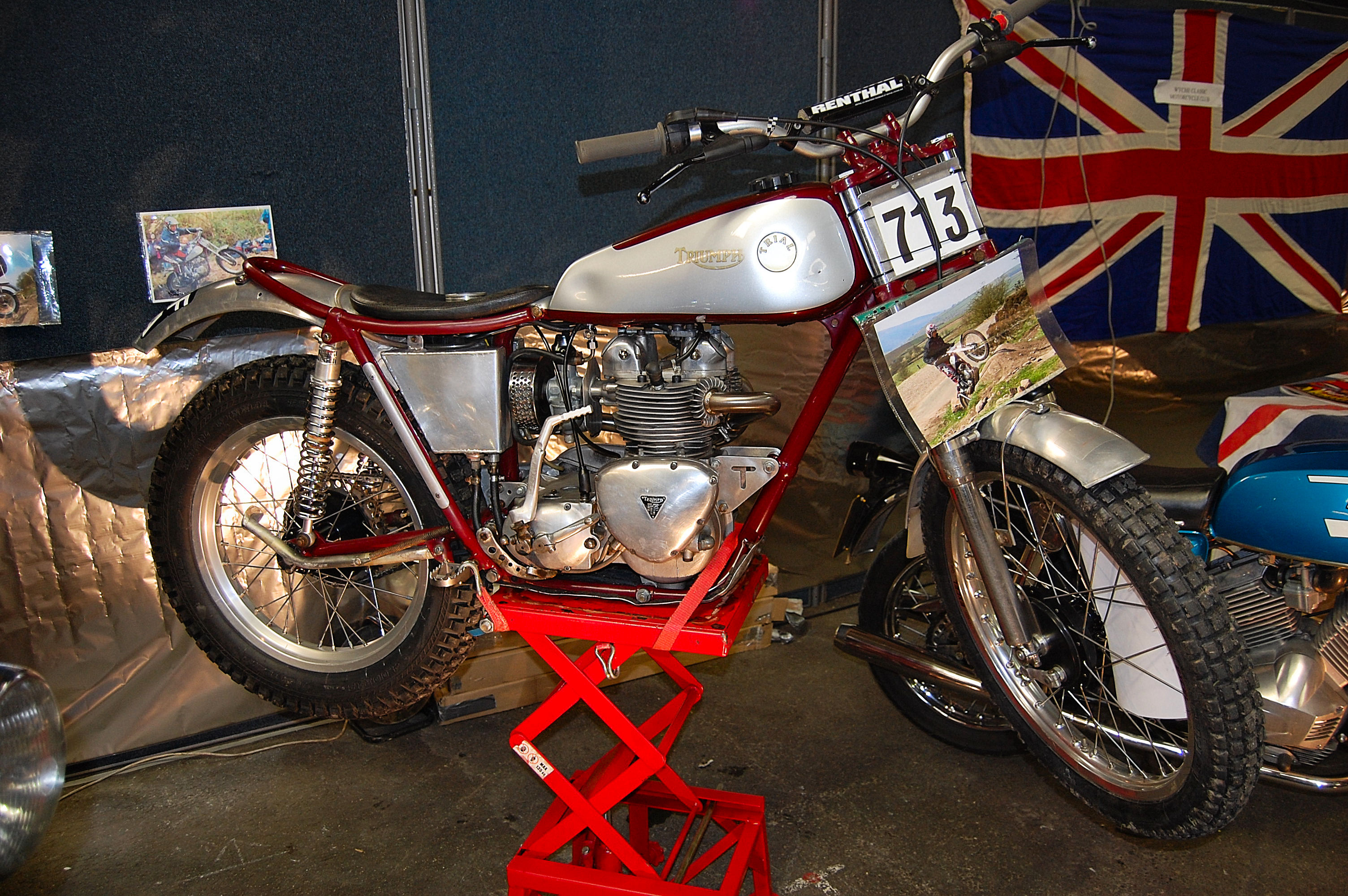
Una Triumph dels anys 60
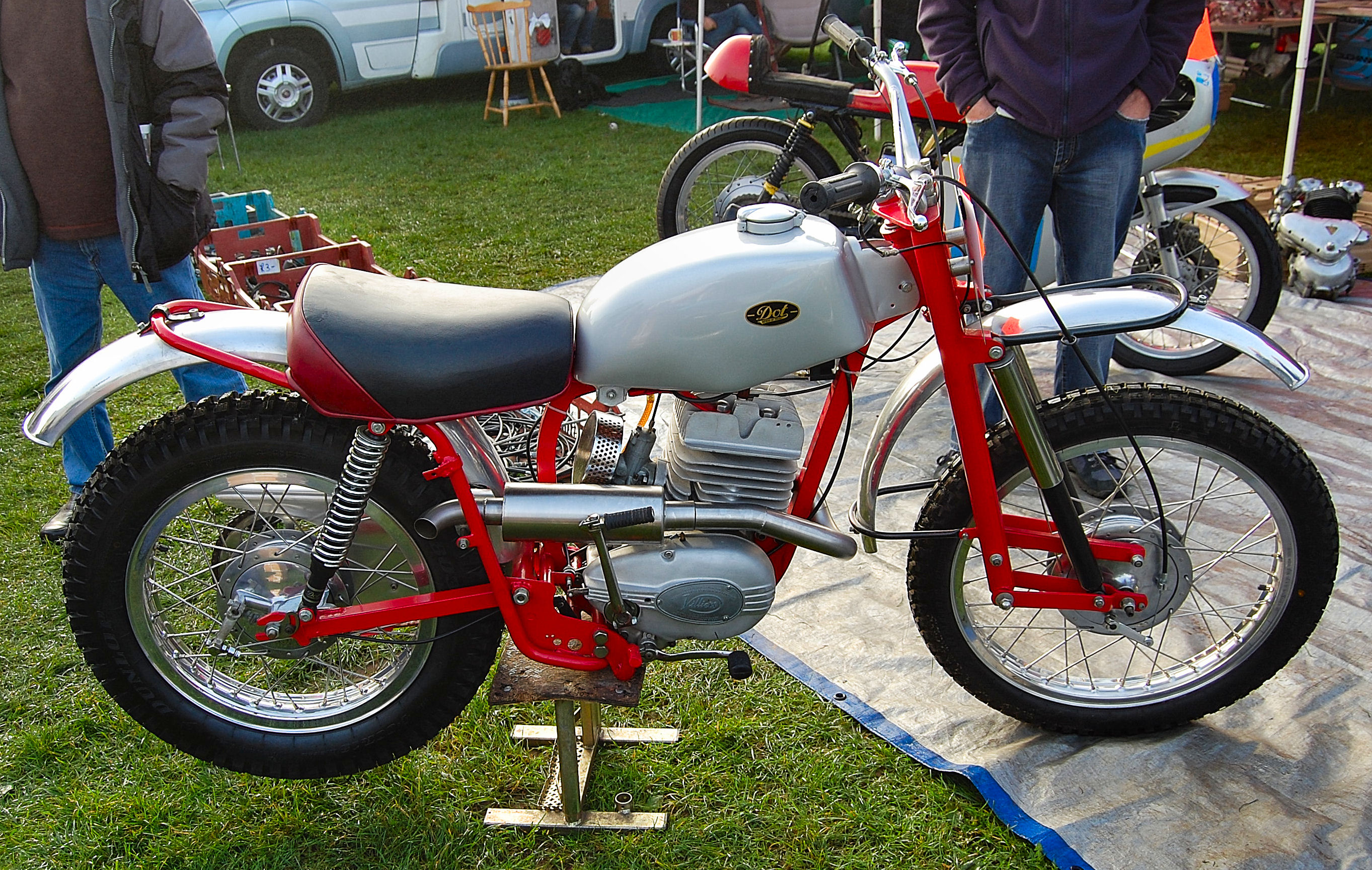
Una Dot de mitjan anys 60

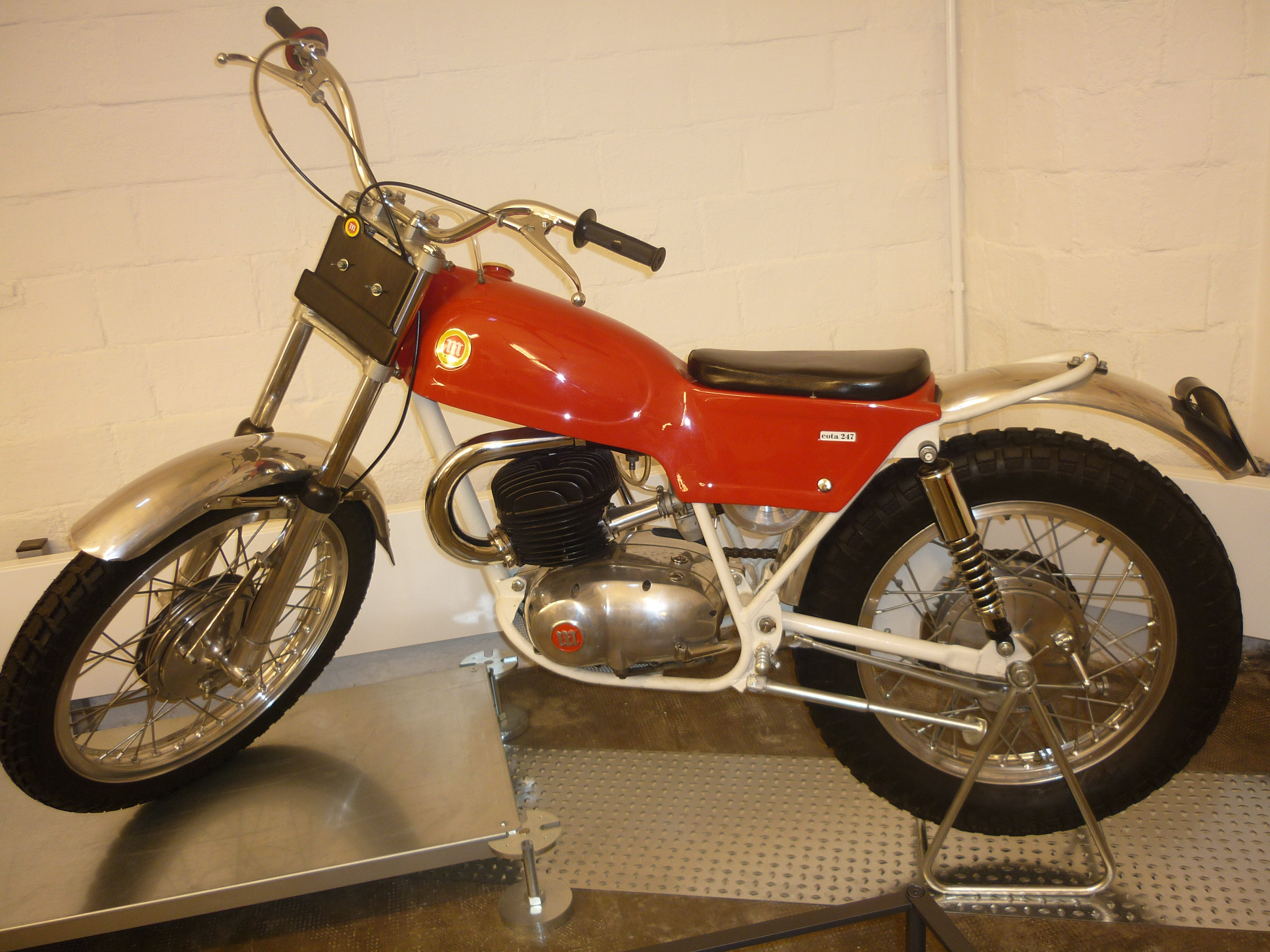
Montesa Cota 247 (1968)
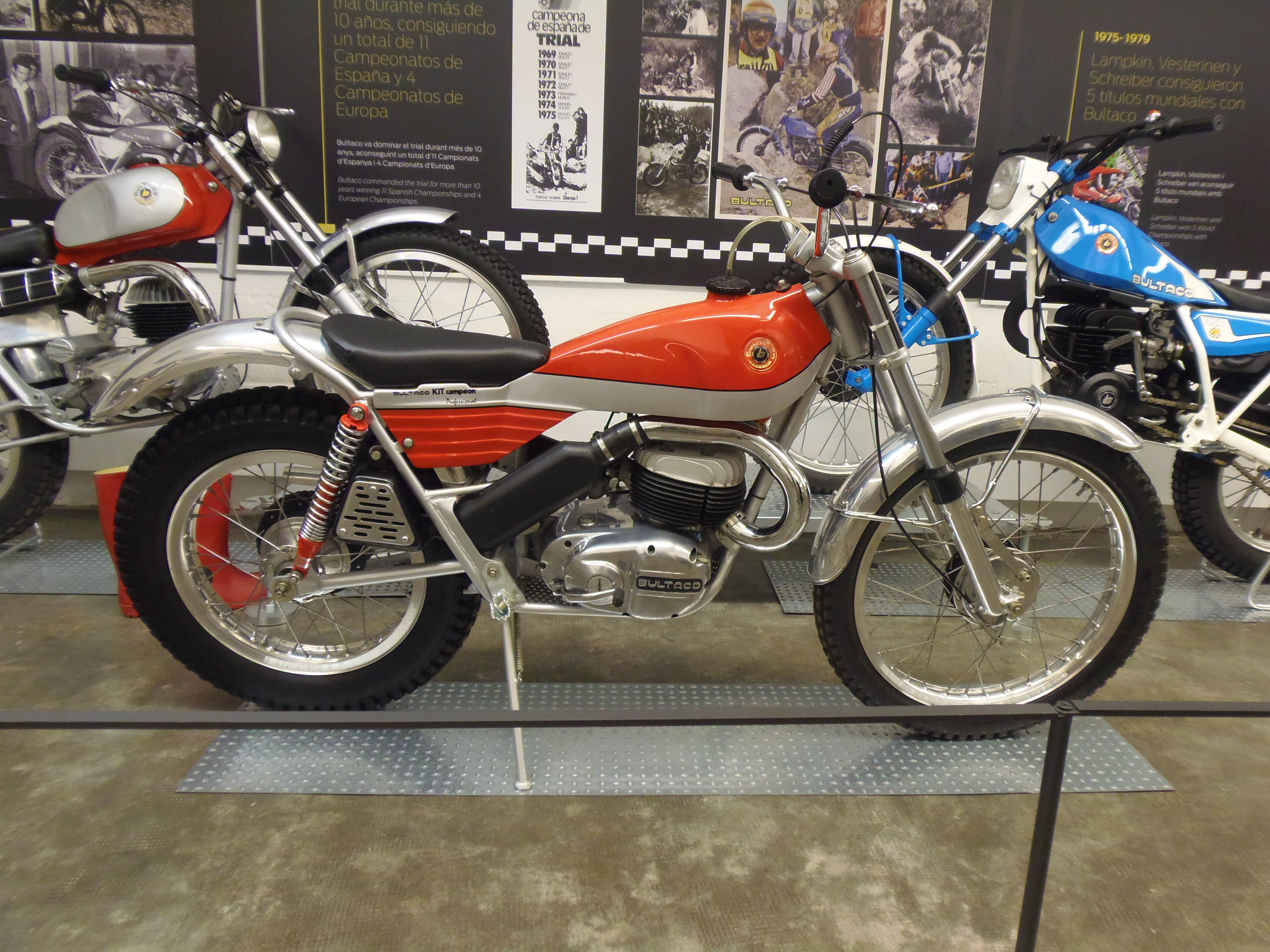
Bultaco Sherpa T 250 (1971)
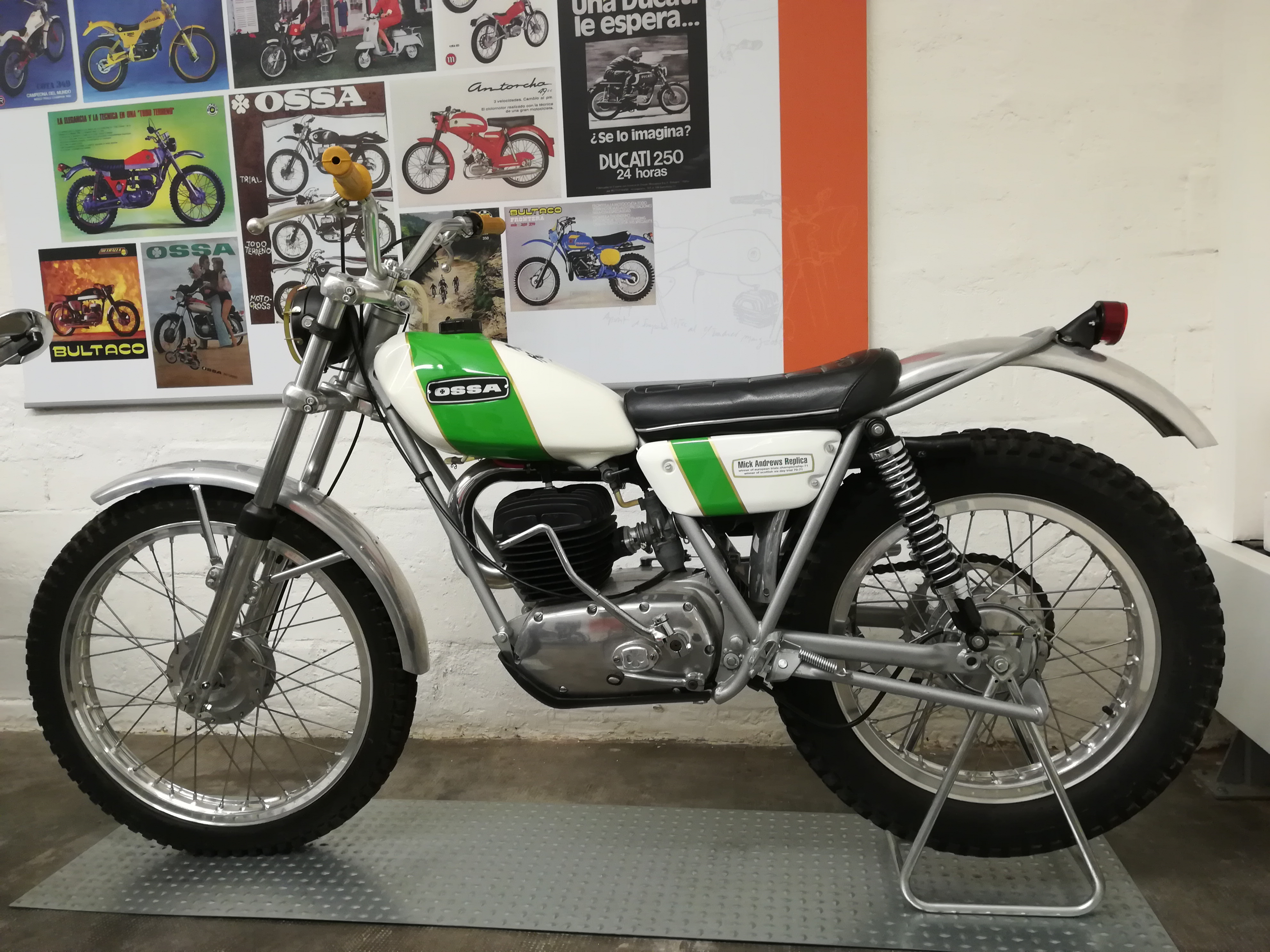
OSSA MAR 250 (1972)
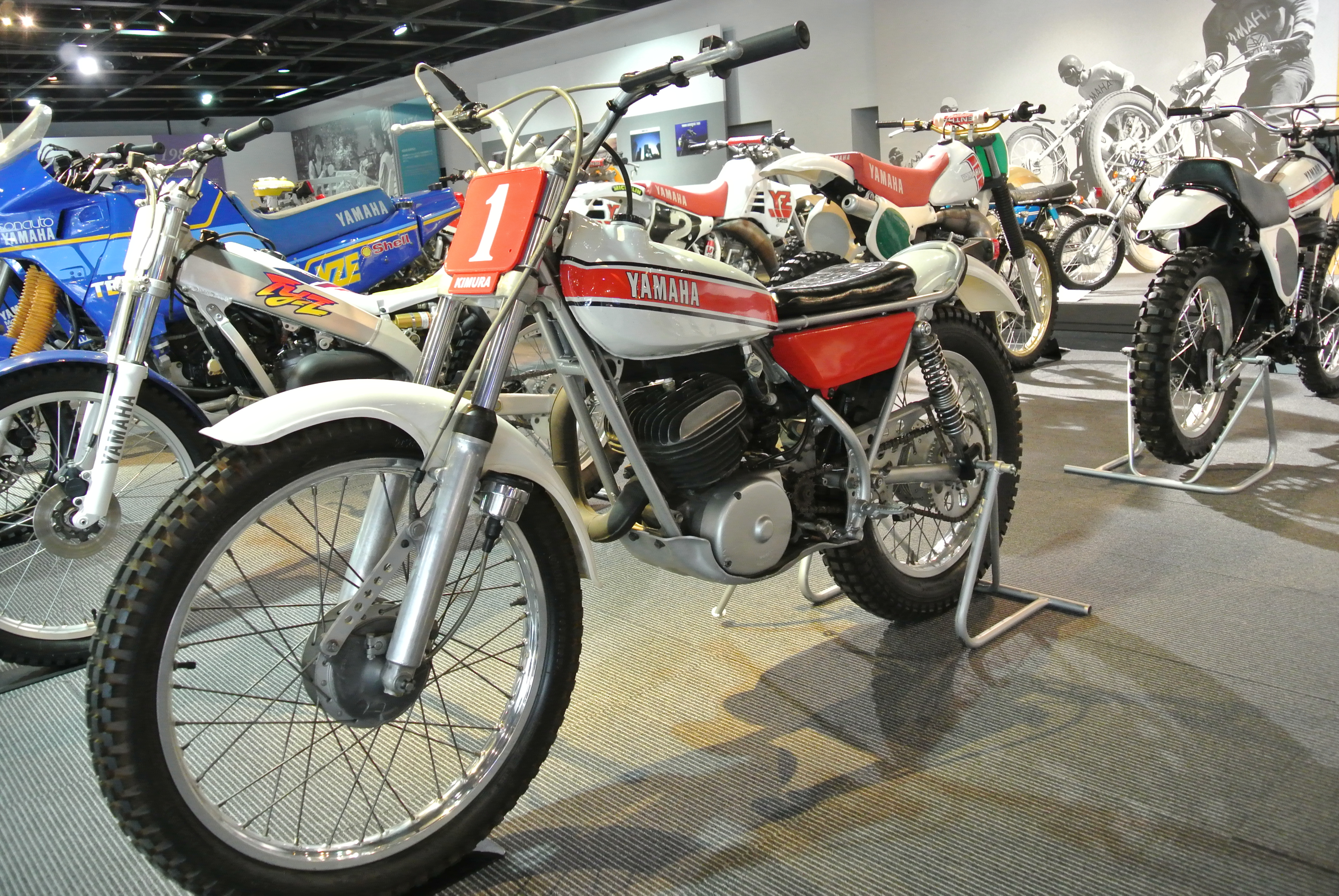
Yamaha TY250 (1973)
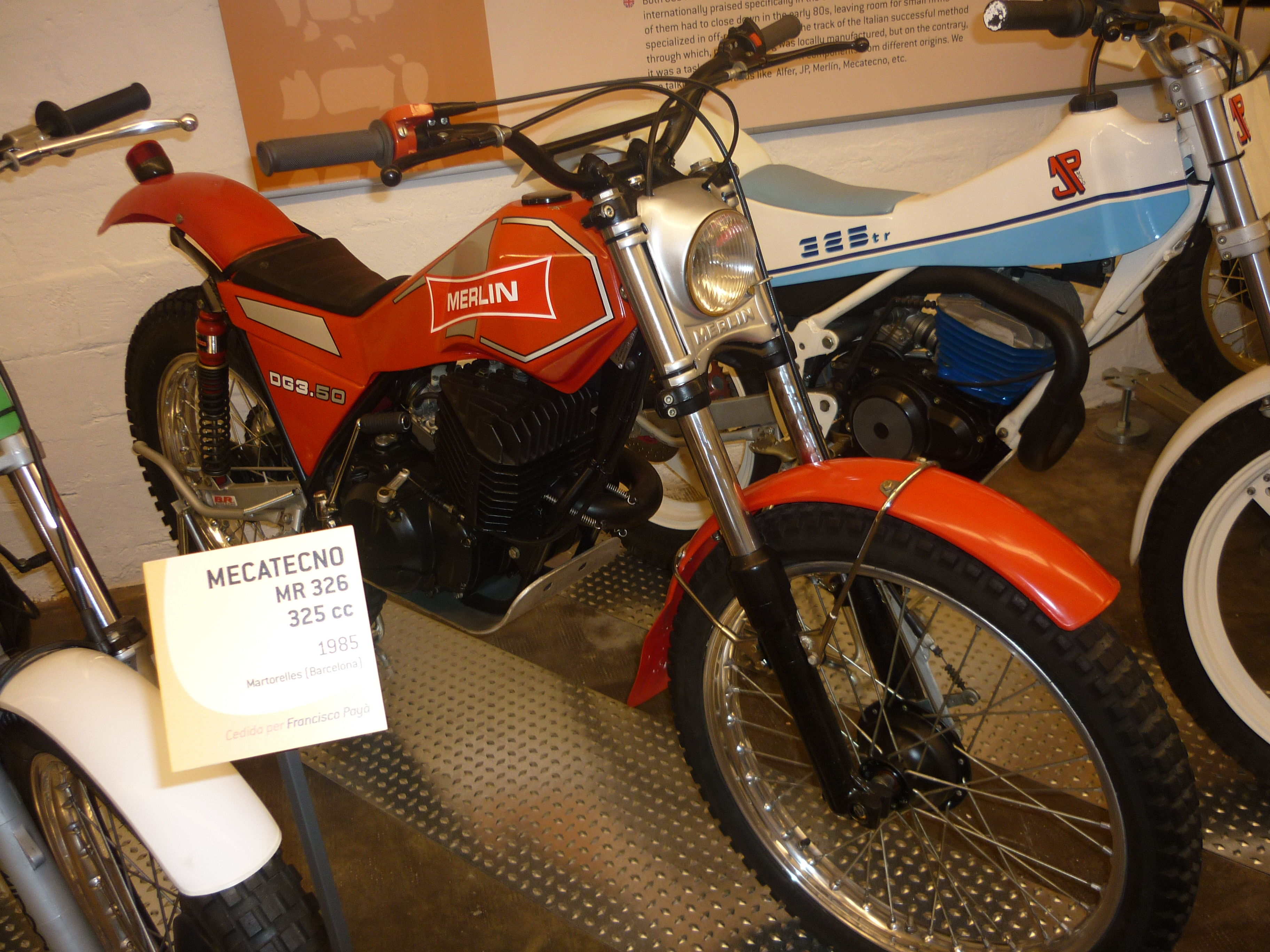
Merlin DG3 350 (1982)
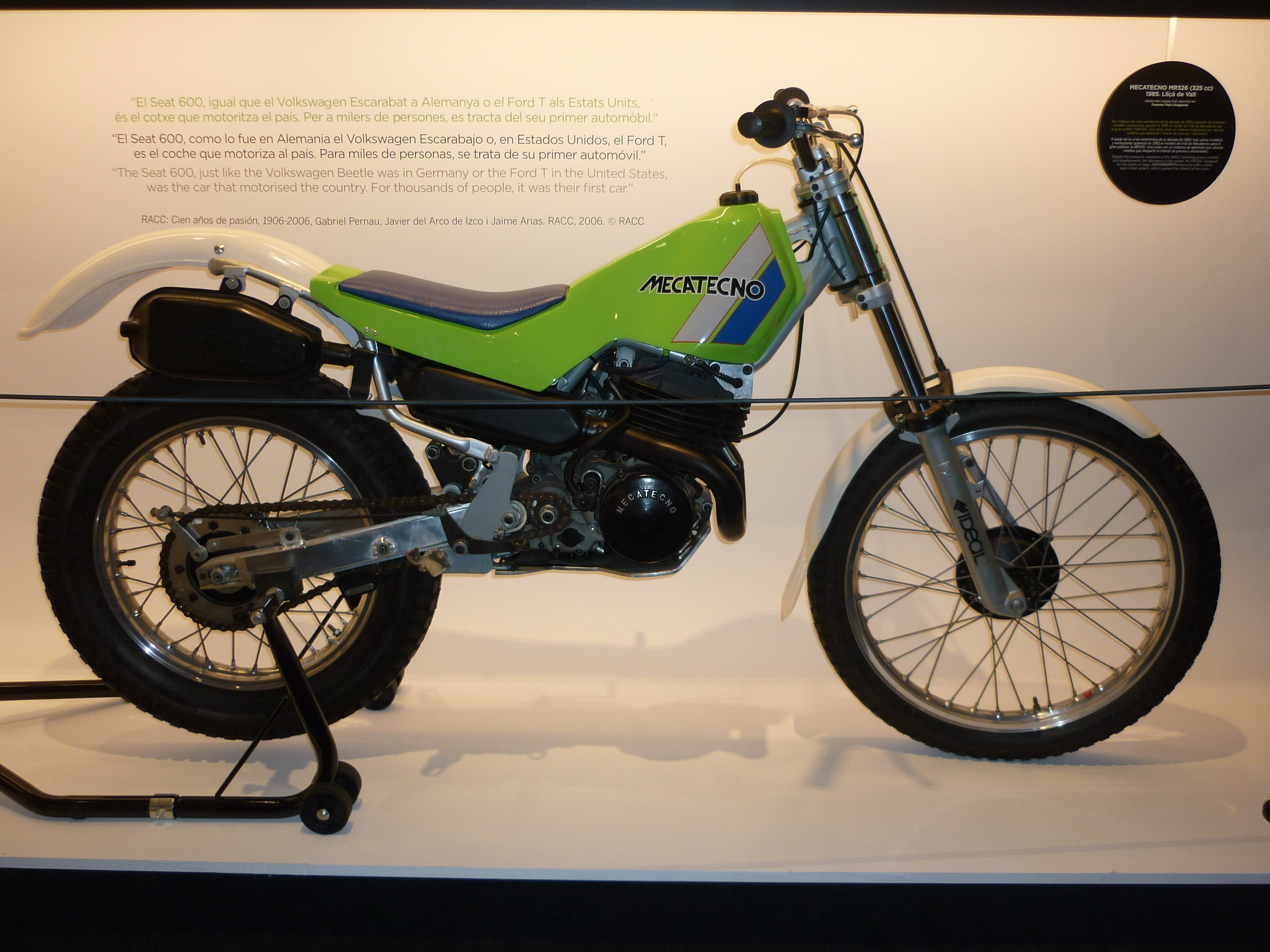
Mecatecno MR 326 (1985)

## Història del trial a Catalunya

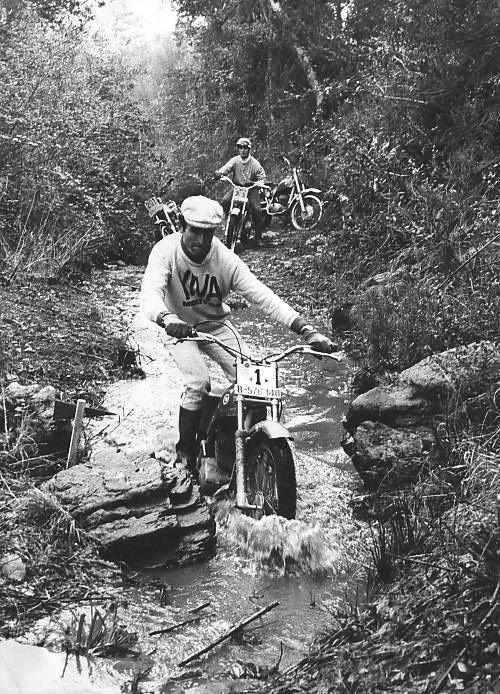
Pere Pi amb la Cota 247, cap a 1969

S'ha publicat sovint que la primera prova de trial disputada a Catalunya (i a la península) va ser el I Trial de Viladrau, celebrat al "Mas Noguer" d'aquella població el 27 d'agost de 1961. N'hi hagué, però, una d'anterior: el Trial de Castellet, la primera edició del qual es disputà el 13 de setembre de 1959 sota una gran expectació a Sant Vicenç de Castellet, Bages. El guanyador en fou Oriol Puig Bultó, amb Bultaco, força anys abans de l'aparició de la primera Sherpa T. El Trial de Castellet es repetí l'any següent, amb victòria aquest cop de Pere Pi, amb una Montesa anterior fins i tot a les primeres Impala. La prova s'anà repetint anualment i esdevingué una clàssica del calendari català. A banda d'aquestes primeres proves oficials, Francesc Xavier Bultó ja n'organitzava algunes d'informals des de començaments de la dècada del 1960 per als seus amics i pilots de fàbrica, als quals convidava a la seva finca de "Sant Antoni", a Cunit, per a celebrar-hi una mena de trial inspirat en els Sis Dies d'Escòcia, que ell ja coneixia.
El 2 de setembre de 1962 es disputà la segona edició del Trial de Viladrau al mateix indret que la de l'any anterior i va comptar amb la participació de pilots i afeccionats d'altres especialitats, com ara Pere Pi, Joan Soler Bultó, Oriol Puig Bultó, Josep Maria Busquets o Carles Giró.
A escala internacional, a l'octubre de 1964 un equip de corredors catalans es va desplaçar a Grenoble per a participar en un curset de trial que organitzava la FIM, la qual hi va convidar diverses federacions europees amb l'objectiu de promocionar aquest esport. Al final del curset es va disputar una competició entre els assistents i Manuel Marquès hi quedà tercer. Allò no va ser, però, una competició pròpiament dita sinó una demostració de com són les "zones" de penalització en una prova de trial i com s'apliquen sobre el terreny els reglaments d'aquesta modalitat.
Ja en la línia de divulgació d'aquest esport, el Reial Moto Club de Catalunya (RMCC) va organitzar l'1 de novembre de 1964 el I Trial del Tibidabo pels voltants de Santa Creu d'Olorda. S'hi va inscriure tal quantitat d'afeccionats que l'organització es va veure obligada a tancar l'admissió quan ja s'havia superat el límit prudencial. Hi van participar pilots procedents d'altres especialitats com ara Jaume Martínez (campió de Karts i pare del pilot de Formula 1), Àlex Soler Roig (pilot automobilista), Tito Puig (pare del pilot de motociclisme Albert Puig), Ramon Torras, Pere Pi i Joan Soler Bultó, qui va guanyar amb una Sherpa N. L'èxit d'aquella prova fou tal que des d'aleshores fins al 14 de març de 1965 es varen celebrar un total de vuit proves de trial que conformaren el I Campionat de Catalunya (1964 - 1965). El guanyador en fou Joan Soler Bultó, seguit per Manuel Marquès i Oriol Puig Bultó, tots tres de la família Bultó.

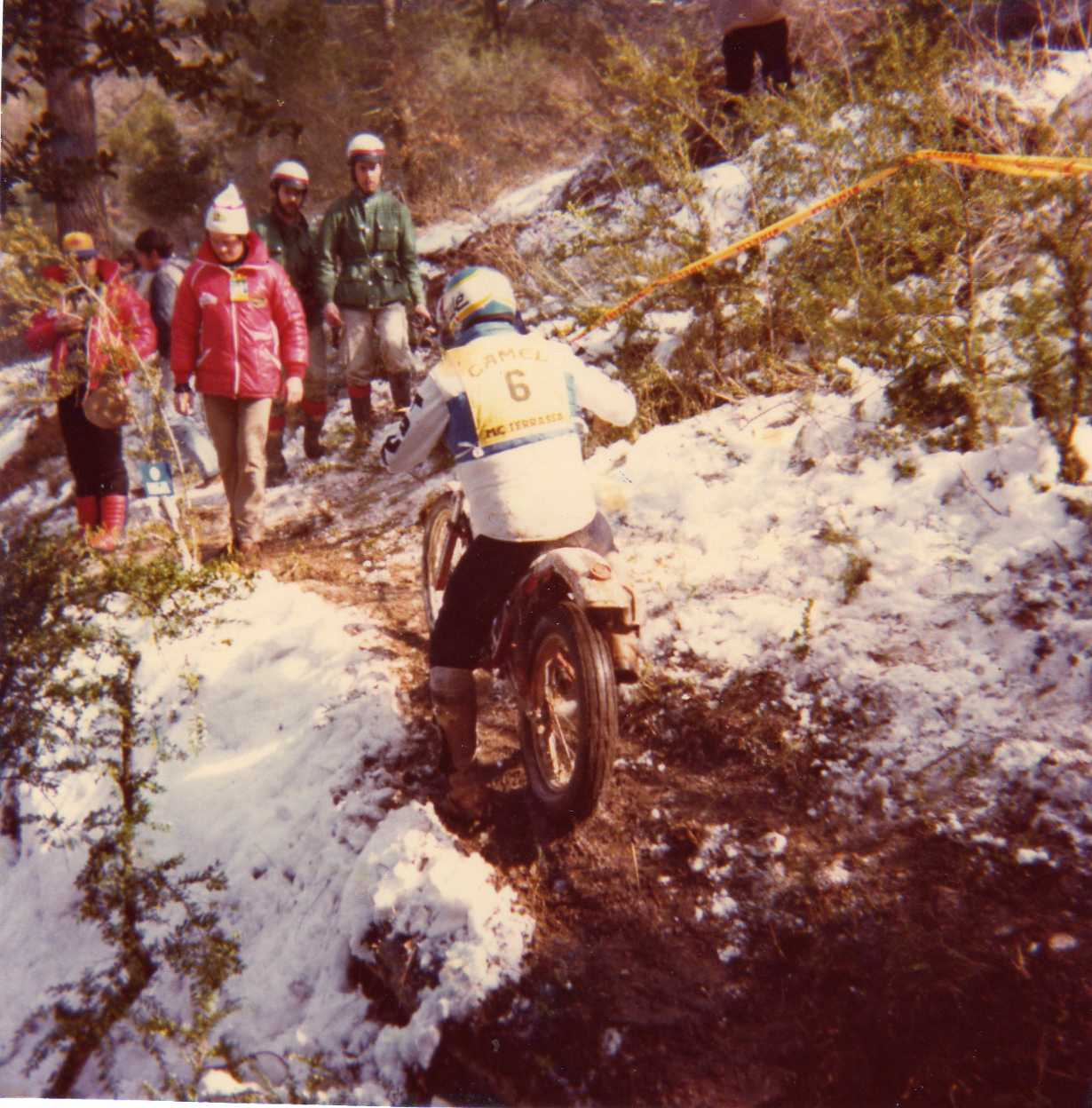
Manuel Soler camí del seu triomf al Trial de Sant Llorenç de

El 31 de gener de 1965, Pere Pi va aconseguir a Manresa la primera victòria per a Montesa en una competició de trial, per davant de les Bultaco d'Oriol Puig Bultó, Joan Soler Bultó i altres. Aquell era l'any en què Sammy Miller posava a punt la primera Sherpa T. Montesa de moment no es prenia el trial tan seriosament, i encara faltaven uns anys per l'entrada triomfal d'OSSA en aquest esport. Tot i així, el trial ja començava a arrelar al Principat i s'hi anaven consolidant una sèrie de proves anuals: a partir d'aquell any, el Trial del Tibidabo es va anar organitzant anualment pels volts de Nadal, passant a anomenar-se Trial de Nadal.
El 1967 es va tornar a disputar el Campionat de Catalunya, estrenant-s'hi una prova que passaria a ser emblemàtica: el Trial de Reis, a començaments de gener pels voltants del Tibidabo i, més endavant, per Canyamars i Dosrius. Una altra prova destacada d'aquest campionat que s'estrenà aquell any fou el Trial de Les Santes, a Mataró. Aquell 1967 també es disputà l'1 d'octubre el I Trial de Sant Llorenç, que guanyà Joan Soler Bultó amb Pere Pi al tercer lloc.
El 1968 es va celebrar el primer Campionat d'Espanya de trial, constant de tres proves: Trial de València (disputat a Sagunt, Camp de Morvedre) l'11 de febrer, Trial de Primavera a Barcelona (al Tibidabo) i Trial de Madrid. Pere Pi va guanyar-les totes tres a bord de la Montesa 250 Trial (l'antecessora de la Cota 247) i es proclamà així primer campió estatal de trial. L'any següent va estar a punt de repetir, però va haver-hi empat i va resultar-ne guanyador Ignasi Bultó, fill de Francesc Xavier Bultó, que començava així una llarga carrera d'èxits.
Ja entrant als 70, el trial va assolir una gran popularitat. Des d'aleshores fins a l'actualitat aquest esport ha estat dominat internacionalment per catalans, començant per les motocicletes i acabant pels pilots. D'aquests, els primers a tenir èxit internacional foren Manuel Soler, Jaume Subirà, Toni Gorgot, Andreu Codina i d'altres, fins a arribar als campions del món sorgits a partir dels 90, com ara Jordi Tarrés, Marc Colomer, Albert Cabestany, Adam Raga, Toni Bou o Laia Sanz.